# Liste seemännischer Fachwörter (N bis Z)
Dies ist eine Liste speziell seemännischer Fachausdrücke (neben Soziolekten auch umgangssprachliche Ausdrücke) nebst Erläuterung, die an Bord von see- und binnen-gängigen Schiffen benutzt werden (siehe auch Portal:Schifffahrt; es enthält ein Verzeichnis von Artikeln zum Thema Schifffahrt).
| Inhaltsverzeichnis A B C D E F G H I J K L M N O P Q R S T U V W X Y Z |

## N

Signalflagge – N

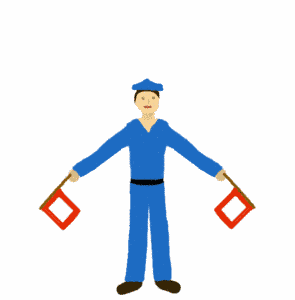
Winkeralphabet – N

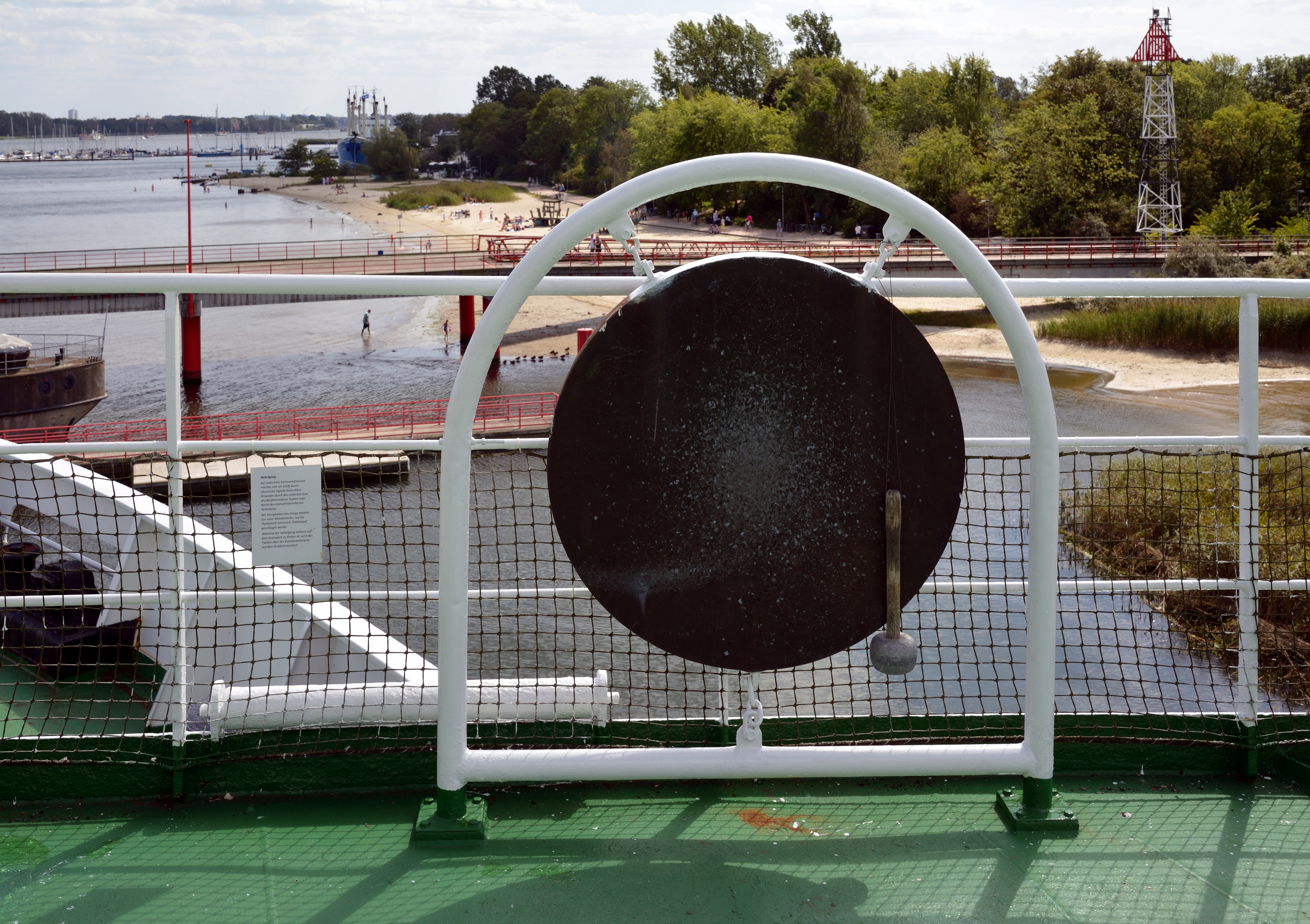
Nebelgong auf dem Museumsschiff Dresden

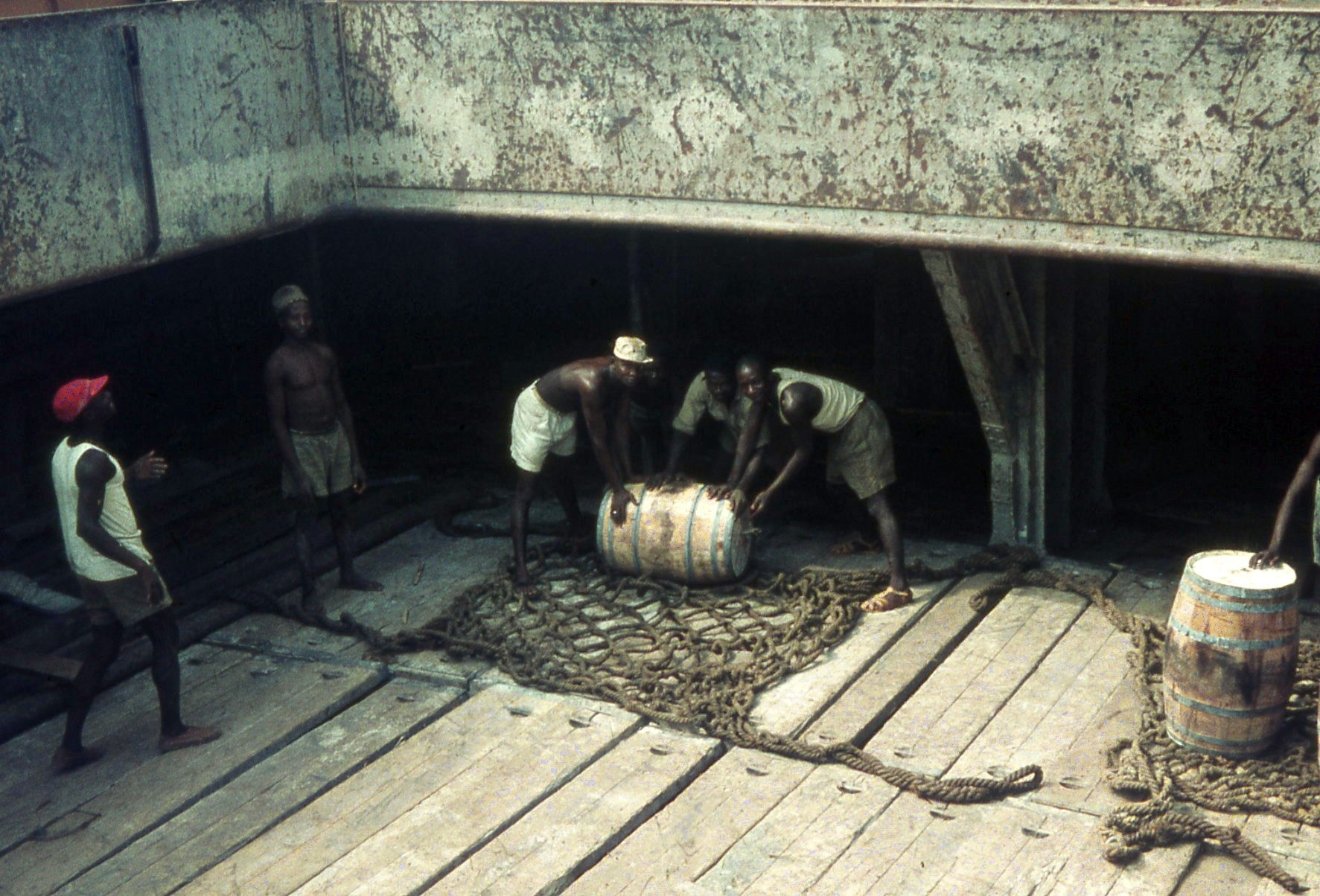
Netzbrook

Schlüsselwort: November [noʊˈvɛmbə˞]
nach und nachRedewendung für eine Arbeit, die man allmählich erledigt
Nachenkleines Beiboot auf Binnenschiffen
nachlaufende SeeBewegung der Wellen in Fahrtrichtung des Schiffes
NachtsprungNavigation in klaren Nächten: Man orientiert sich am Polarstern und muss am folgenden Morgen Landmarken oder Berge der anzulaufenden Küste in Sicht haben
NadirFußpunkt, dem Zenit entgegengesetzt
Namenspräfixewerden oft bei Schiffen bzw. Kriegsschiffen benutzt
Nantucket-Schlittenfahrtwenn ein harpunierter Wal das leichte Walfangboot hinter sich herschleppte
Naukedas „Mädchen für alles“ bzw. der Mann an Bord, der am wenigsten zu melden hat und die schmutzigsten und gefährlichsten Arbeiten macht
nasser GrundEine Wasserschicht im Meer, die aufgrund von Temperatur- und Salzgehaltunterschieden eine höhere Dichte aufweist als die darüberliegende Schicht. Das sorgt für eine erhöhte Schallwellenreflexion an der Grenzfläche der beiden Schichten, so dass die Entdeckung eines U-Bootes unterhalb der Grenzfläche durch oberhalb befindliche Wasserfahrzeuge erschwert ist. Ein U-Boot kann außerdem bei sehr leichtem Abtrieb auf einem nassen Grund liegen wie auf festem Meeresgrund.
nautisches Dreieckdas Dreieck zwischen Zenit, Himmelsnordpol und einem Stern; ein wichtiges Hilfsmittel der sphärischen Astronomie zur Bestimmung der momentanen Position des Sterns
Navigation„Steuermannskunst“ zur See (Nautik), zu Land und in der Luft
NCSAbk. für Network Coordination Station; schaltet Land-Erdfunk-Stellen (LES) und Schiffs-Erdfunk-Stellen (MES für mobile earth station) frei
Nebelglocke
akustisches Schifffahrtszeichen zur Unterstützung der Navigation bei schlechter Sicht, bzw. Nutzung der Schiffsglocke bei Nebel
NebelgongEin akustisches Signal bei Nebel
NebelhornSignalhorn zur Erzeugung von Schallsignalen (Nebelsignalen)
Neptunrömischer Gott der Meere, kommt bei der Äquatortaufe an Bord
NetzbrookLadungsnetz
Netzinspektorein Leichnam im Schleppnetz
Netzreiterkleine Netzboje mit Flagge oder Licht
NetzspillReepspill mit oben aufgesetzter Antriebsmaschine zum Einholen des Netzes
neunschwänzige KatzeSchiffspeitsche
NfSAbkürzung für „Nachrichten für Seefahrer“
niederenternauch abentern, von einem Mast herunterklettern
Niedergangsteile, schmale Treppe in die unter Deck gelegenen Räume in Schiffen
Niederholer1. ein Flaschenzug, der den Baum nach unten zieht
 2. Tau zum Niederholen (Einholen) der dreieckigen Klüver- und Stagsegel
Nietenzählerübergenauer Schiffsoffizier
Niña(spanisch für Mädchen) Name eines der drei Schiffe, mit denen Kolumbus den Weg nach Indien entdecken wollte
Nipptidedie flachere Tide zur Zeit des Halbmondes, also relativ niedrige Hochwasser und relativ hohe Niedrigwasser
NixeSeejungfrau, weiblicher Wassergeist
NNNormalnull, veraltetes Höhenbezugssystem der deutschen Landesvermessung, durch Normalhöhennull abgelöst. Für Seeleute ist das Seekartennull relevanter.
Nock1. Ende von Spieren (Baumnock, Rahnock)
 2. Außenbereich der Brücke an Backbord und Steuerbord (Brückennock)
Nordlicht1. in nördlichen Zonen durch den Sonnenwind hervorgerufene Lichterscheinungen, das Polarlicht
 2. scherzhaft für Bewohner Norddeutschlands
Nordsee-Garagedie Fregatten der Bremen-Klasse der Deutschen Marine
Normannquer durch den Pollerkopf gesteckte Eisenstange
Northwester1. Nordwestwind
 2. Ölzeug bestehend aus Ölhose, Öljacke und Südwester (Mütze)
NotsignalNotruf in Form von Schallzeichen oder Lichtzeichen
NüsterplünnTaschentuch
| Inhaltsverzeichnis A B C D E F G H I J K L M N O P Q R S T U V W X Y Z |

## O

Signalflagge – O

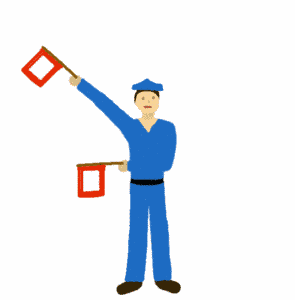
Winkeralphabet – O

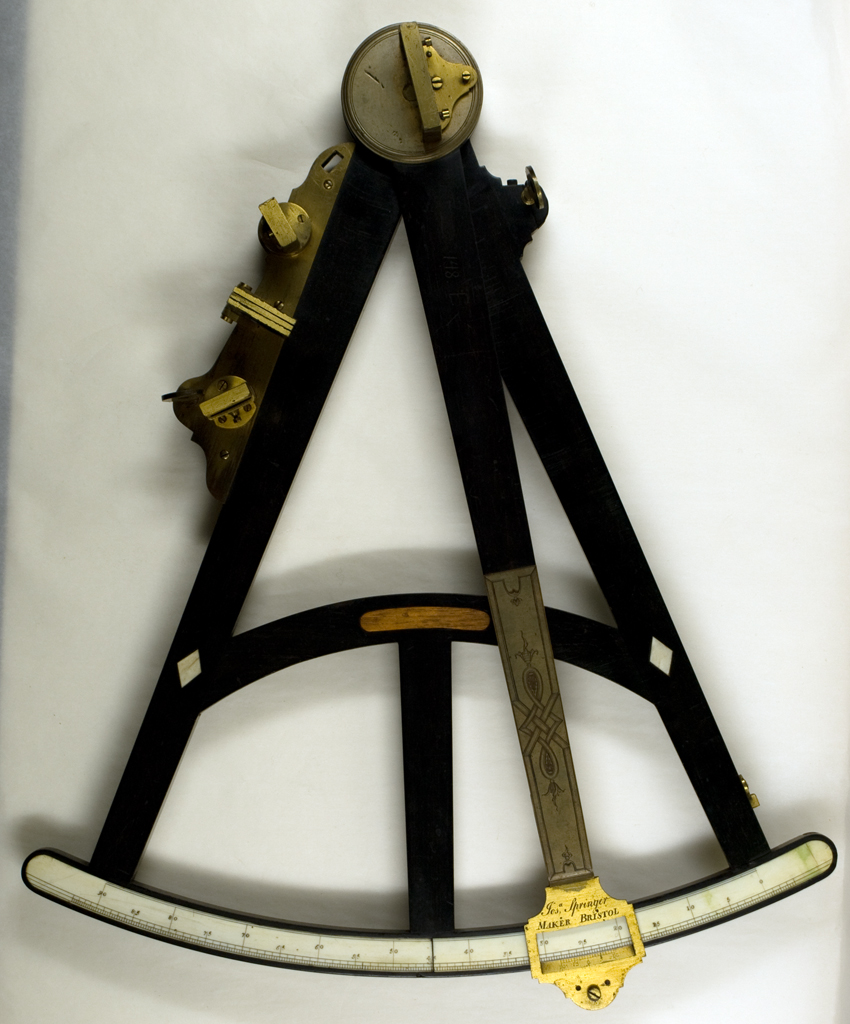
Oktant

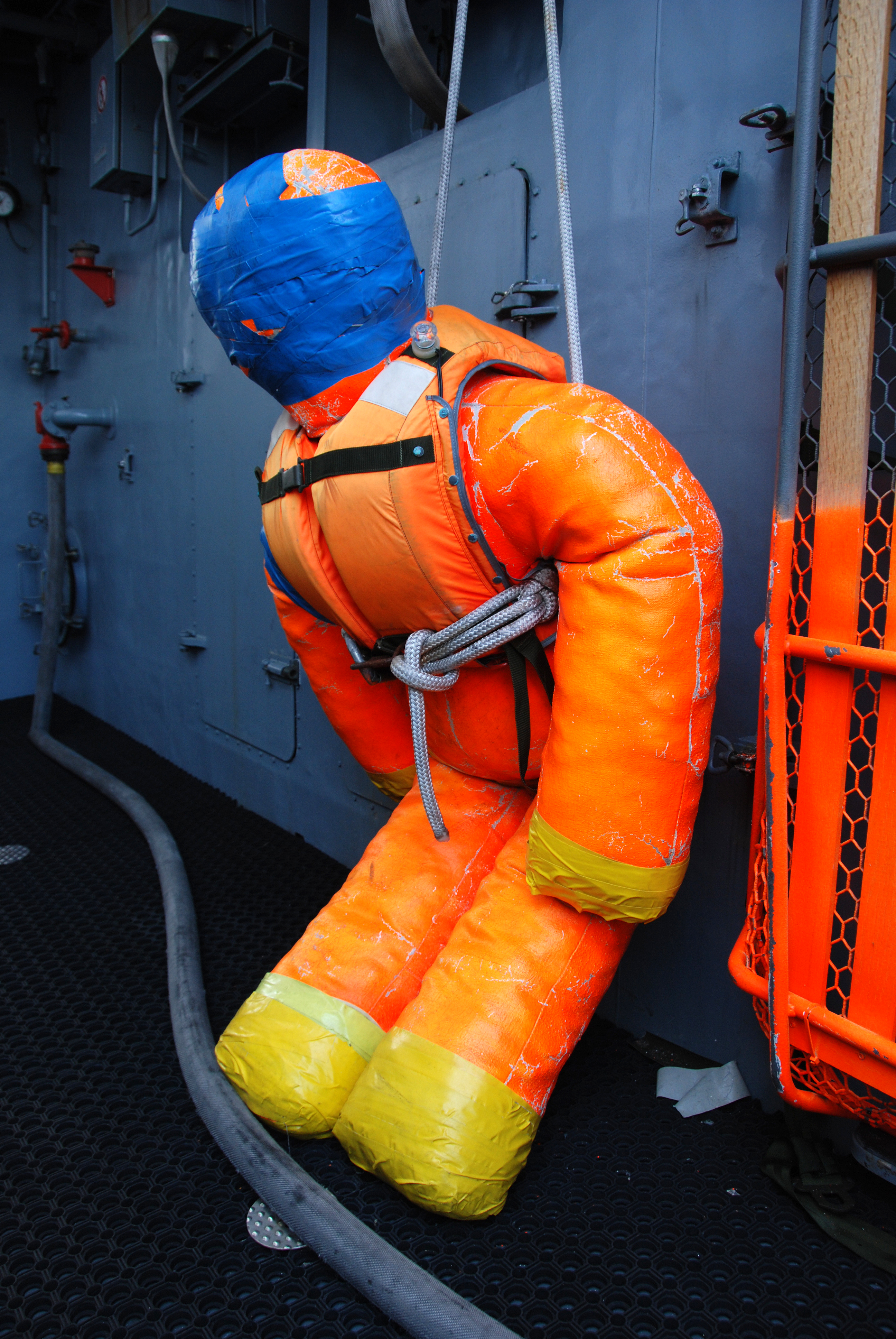
Oscar: Mann-über-Bord-Dummy

Schlüsselwort: Oscar [ˈɑːskə˞]
O.S.ordinary seaman. Der O.S. entspricht international dem deutschen Decksmann oder Leichtmatrosen, im Gegensatz zu A.B. O.S. wird hinter den Namen der Seeleute in die Musterrolle geschrieben.
Oberfeuerhochgelegenes Leuchtfeuer, der – zusammen mit dem Unterfeuer in eine senkrechte Peilung gebracht – die Lage einer Fahrrinne markiert
Oberlichtein ausstellbares Bullauge oder Fenster auf Decksaufbauten über der Kajüte oder dem Maschinenraum
OBO-carrierore bulk oil carrier: Mehrzweckschiff, das wechselweise Massen-Schüttgut (z. B. Getreide, Kohle, Erze usw.) oder Öl transportieren kann
ObstnAbk. für Obstruction, Obstacle in Seekarten: Hindernis, Behinderung, Versperrung, Blockierung
OccAbk. für Occulting, unterbrochene Leuchtfeuer, in Seekarten
OCCAbk. für Operation Control Centre
Ochsenauge
ein Stück blauer Himmel, oftmals im Zentrum eines Tropensturms sichtbar

Oddeeine schlanke, ins Meer ragende Landzunge
OktantWinkelmessinstrument; das Grundgestell hat die Form eines Achtel-Kreisaussschnitts, Vorläufer des Sextanten
ÖlkuchenRückstände, die beim Trankochen übrigbleiben, werden als Viehfutter verwertet
ÖltagebuchNachweis über die Behandlung und den Verbleib von Ölrückständen

Ölzeug, auch Ostfriesennerz oder Friesennerzwasserdichte Oberbekleidung für Seeleute
Onagereinarmige Schleudermaschine auf antiken römischen Kriegsschiffen für Steinkugeln oder Felsbrocken
ÖringsketteKette vom O-Ring an der Krone eines Stockankers
OrlogKrieg
OrlogschiffKriegsschiff
Orlopdeckdas unterste Deck eines Schiffs
OscarName eines schwimmfähigen Dummys, der zur Übung von Mann-über-Bord-Manövern dient. Im Flaggenalphabet hat die Flagge O die Bedeutung „Mann über Bord“.
ösen, ötzen, auch ausösendas Lenzen eines Bootes mit dem Ösfass
Ösfasskleines schaufelartiges Gefäß zum Lenzen kleiner Wassermengen
Ost-/Nordsee-RockerSchnellbootfahrer der Bundesmarine
OstfriesennerzSegelbekleidung (Regenschutzbekleidung), wasserdichte Jacke der 1970/80er Jahre aus Rayon/PVC mit Kapuze, meistens in Gelb
| Inhaltsverzeichnis A B C D E F G H I J K L M N O P Q R S T U V W X Y Z |

## P

Signalflagge – P

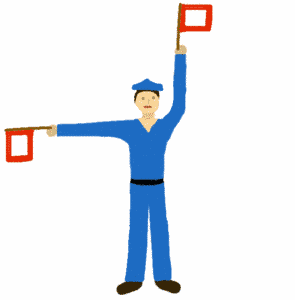
Winkeralphabet – P

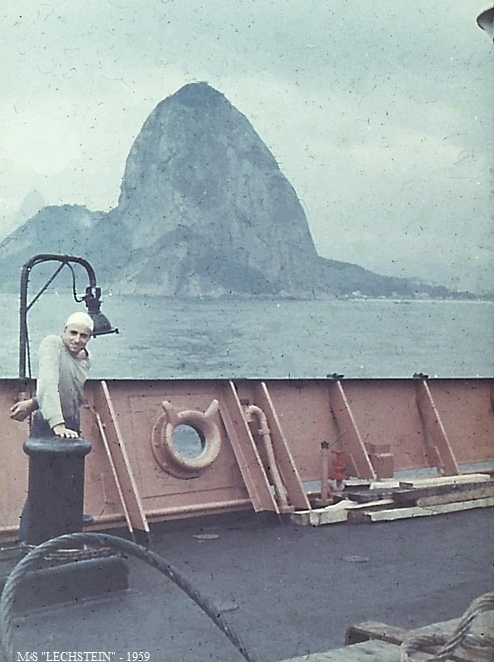
Panamaklüse eines Frachtschiffs

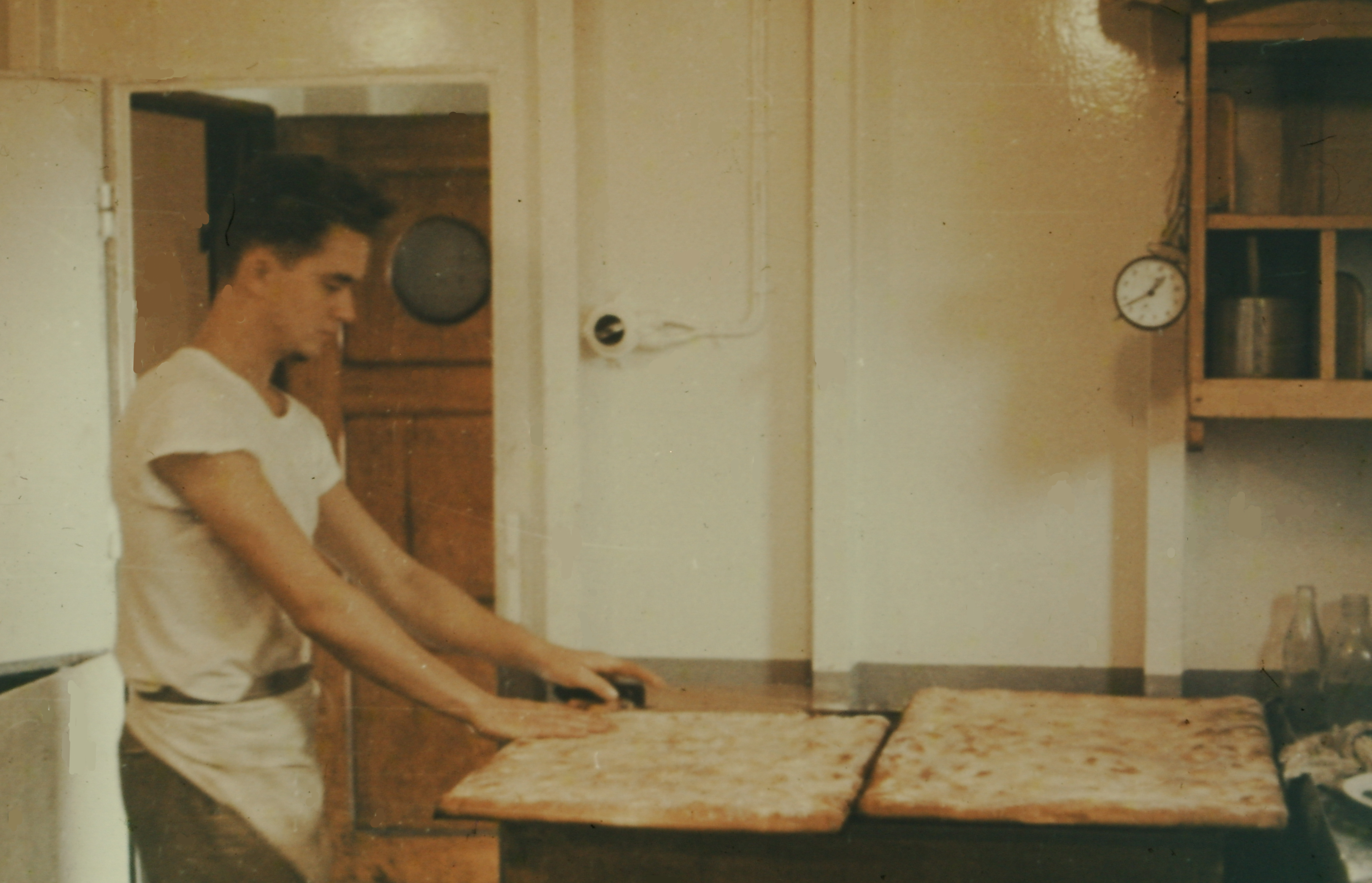
Backen von Streuselkuchen – den Panzerplatten

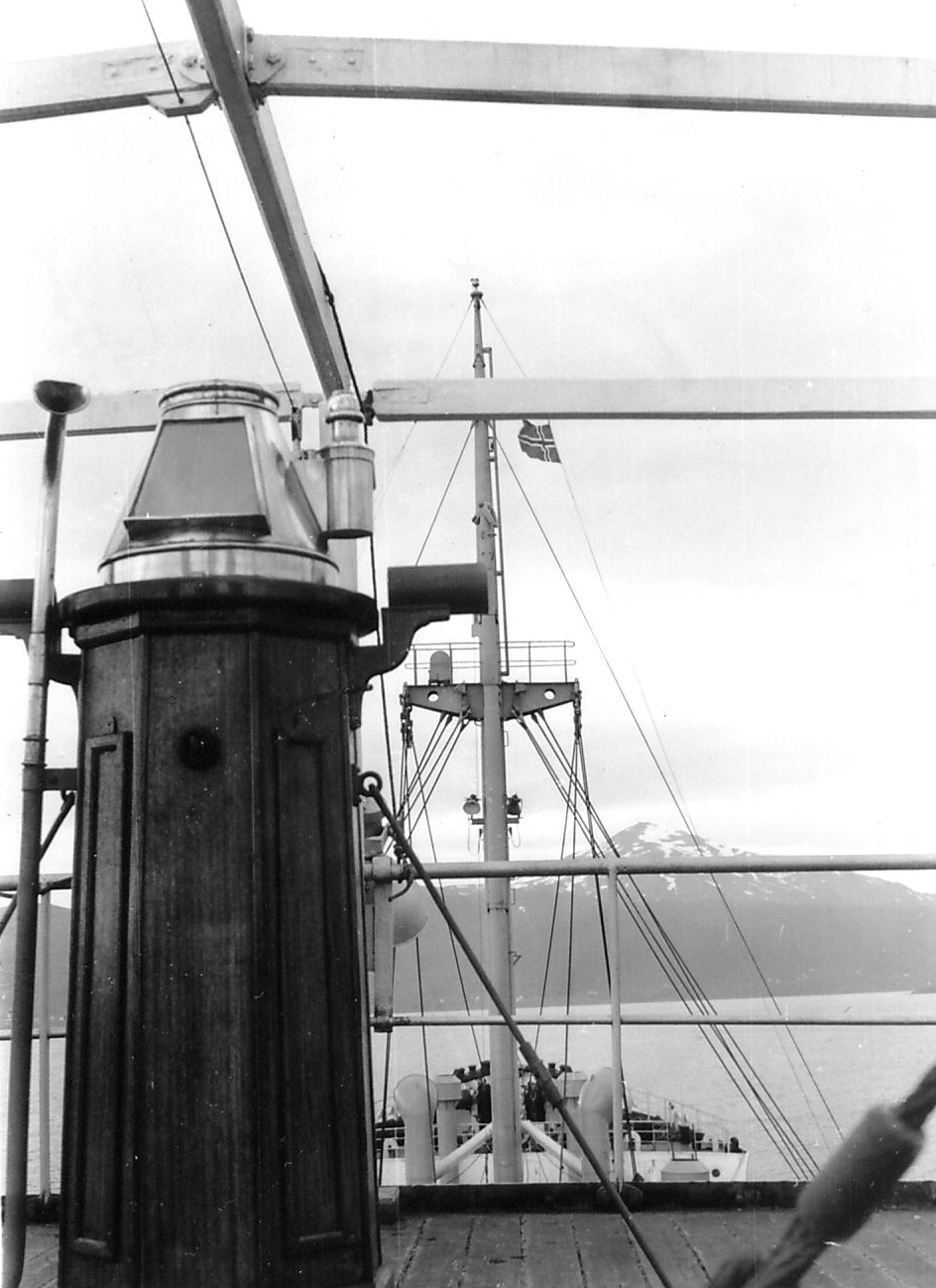
Peildeck mit Magnetkompass

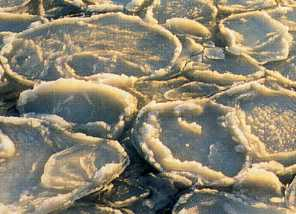
Pfannkucheneis

Walfänger Lagoda mit Pfortenband

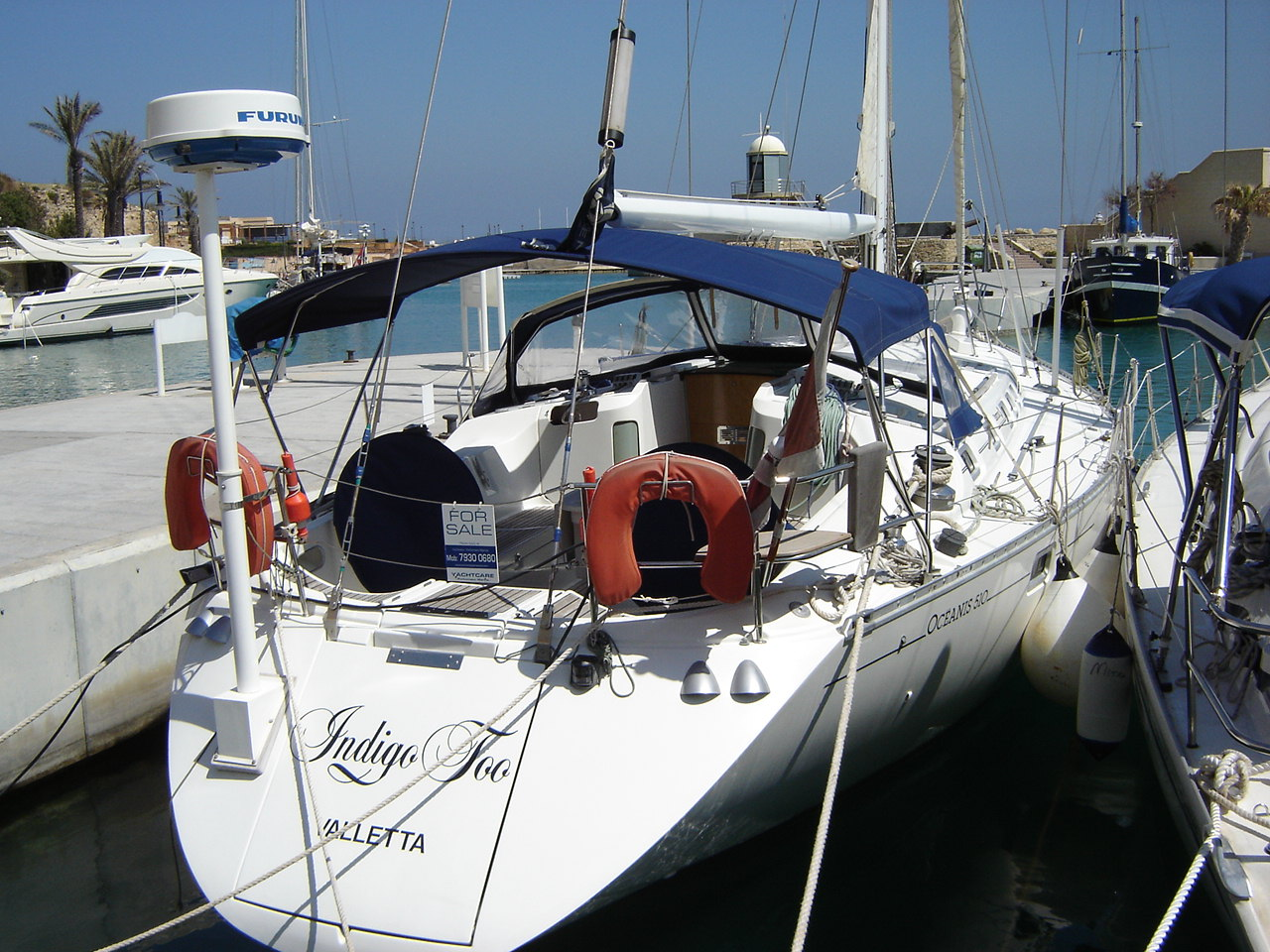
Steuerstand einer Segelyacht mit selbstlenzender Plicht

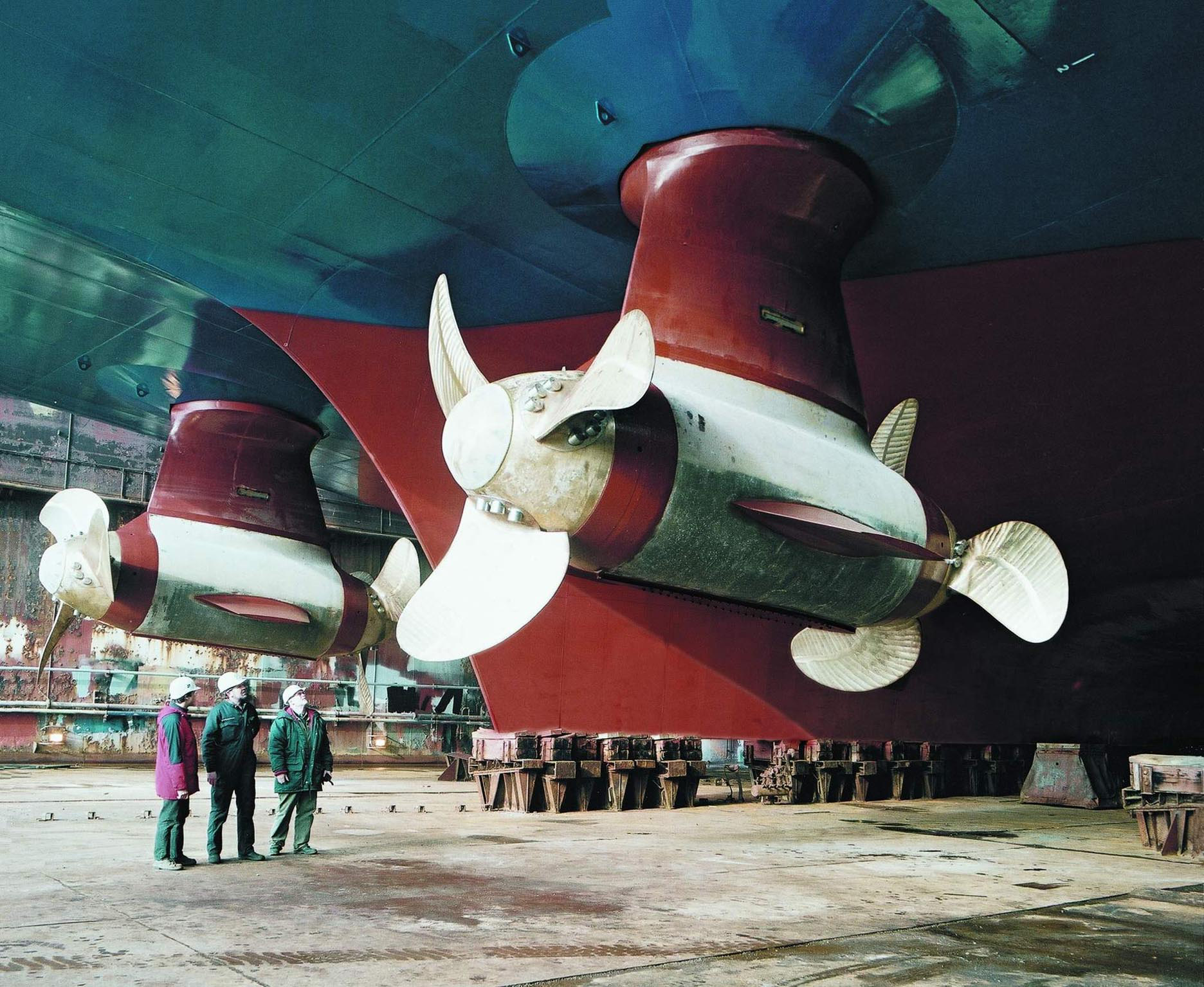
Pod-Antrieb

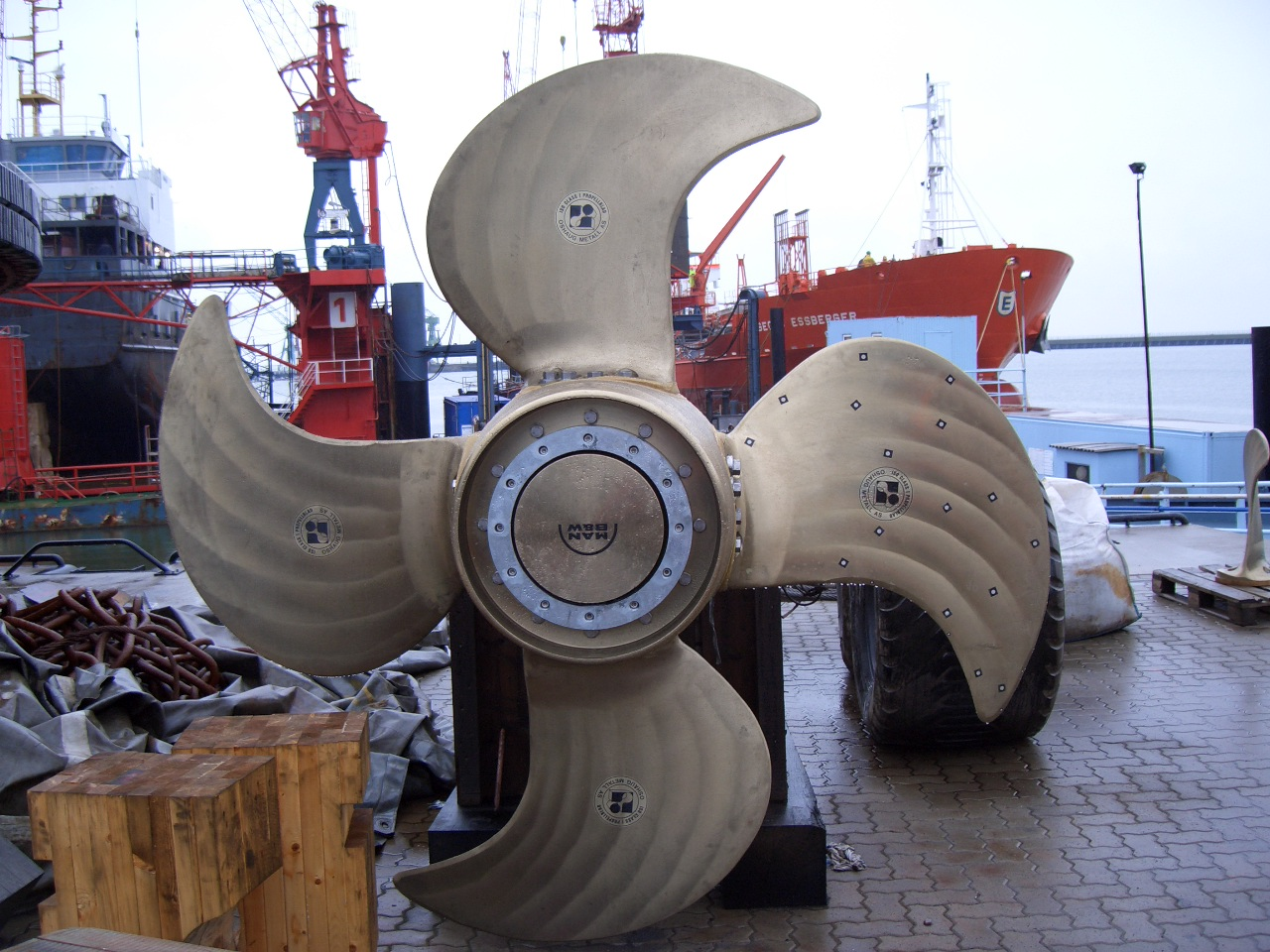
Propeller

Schlüsselwort: Papa [ˈpɑːpə]
Päckchen1. das Festmachen mehrerer Schiffe längsseits nebeneinander
 2. Kleidungsstücke
Packeisdie am häufigsten vorkommende Art von Meereis, besteht aus aufeinander geschobenen Eisschollen
Paddeldienen der Fortbewegung eines Kanus mittels Muskelkraft
PaddelkastenSpottname für einen Raddampfer
Padrãoportug. Kolonialsäule, wurde von portugiesischen Entdeckern an Bord ihrer Schiffe mitgeführt. An markanten neu entdeckten Punkten wie Kaps oder Flussmündungen ließen die Kapitäne unter das Christuskreuz und das Wappen von Portugal noch Namen und Datum in den Stein meißeln
Pagaiekurzes Stechpaddel
PalaverBesprechung, nicht endendes Gerede
PallenAbstützungen beim Schiffbau
Palstekseemännischer Knoten
Pan-PanDringlichkeitsmeldung im Funkverkehr von Schiffen, Flugzeugen oder anderen Fahrzeugen (im Gegensatz zu einer Notmeldung)
Panamaklüseeine spezielle Klüse zur sicheren Schleusung während der Passage des Panamakanals
PanikwinkelKrängungswinkel kleinerer Fahrgastschiffe, der von den Fahrgästen durch Zusammenströmen auf einer Schiffsseite selbst verursacht wird, beginnt unter den Fahrgästen Unruhe auszulösen. Der Panikwinkel liegt bei etwa 12° Schlagseite.
Pantry1. Bordküche einer Yacht
 2. Speisekammer bzw. Anrichte auf Schiffen
Panzerplatten1. Streuselkuchen, der meistens am Sonntag und Donnerstag (Seemannssonntag) gebacken wurde
 2. bei der Marine auch Backfisch
Papageienmastkleiner Besanmast auf Feuerschiffen
PapageienstockAusleger zur Befestigung des Besansegels
Pappelalleevon Tonnen oder Pricken begrenzte Fahrrinne
Parduneschräg nach achtern geführtes Tau zur Abstützung der Masten
PartBesitzanteil an einem Handels- oder Fischereischiff
PartenreedereiGesellschaftsform des deutschen Seehandelsrechts
PartikulierLastenführer mit eigenem Lastkahn auf Binnengewässern
Passatgleichmäßig wehende Winde nördlich (Nord-Ost Passat) und südlich (Südost-Passat) des Äquators, hervorgerufen durch Luftdruckunterschiede und die Corioliskraft
Patchein auf ein altes Segel aufgesetzter Flicken
Patenthalsewenn das Heck bei achterlichem Wind durch unachtsames Steuern oder schwere See durch den Wind geht, schlägt der Baum plötzlich auf die andere Schiffsseite. Tödliche Gefahr für Yachtsegler durch Kopfverletzungen oder Über-Bord-Gehen; Vermeidung durch Bullenstander.
PavianSpottname für den Seemann, der Wache hält, wenn das Schiff vor Anker liegt
Peildeckoberstes Deck oder Decksteil, auf dem der Magnetkompass steht
PeilstockMessstab aus vierkantigem Metall an einer langen Leine zum Erfassen von Tankinhaltsmengen. Um auch leichte Krümmungen im Peilrohr passieren zu können, besteht der Peilstock aus kurzen Gliedern, die mit Gelenken miteinander verbunden sind.
Persenningwasserdichte Abdeckplane
Petschelauf Segelbooten die Bezeichnung für ein Stechpaddel (Verb: petscheln)
PfahlmastschonerSegelschoner ohne Stengen
PfahlprobeMessung der Abgabeleistung einer Maschine im festgemachten Zustand (Zuglastmessung)
Pfannkucheneisdünne Eisscheiben auf dem Wasser
Pfauenschwanzdurch sehr schnell laufende Propeller hochgeschleudertes Wasser mit Sprühwasser
Pfeifen und Lunten aus!Befehl zur Beendigung der Freizeit an Bord von Marine-Schiffen
Pfortenstreifen(Pfortenband) aufgemaltes schwarz-weißes Band bei alten Segelschiffen, eher als Nelson-Bemalung bekannt
Pfriemeine stark gekrümmte Nähnadel
Pidgin-Englishals gebrochen wahrgenommenes Englisch untermischt mit chinesischen und malaiischen Wörtern, ggf. bereits eine Kreolsprache
Piekvorderster (Vorpiek) und hinterster (Achterpiek) Raum eines Schiffes (s. Kabelgatt); bei Seeschiffen stets ein Tank
PiepelLeute an Bord (von englisch people)
PilkeAngelhaken für die Dorschfischerei
Pinassekleiner Bootstyp bis ca. 15 m Länge
PinneSteuer-Stange, an deren hinterem Ende das Ruder befestigt ist. Bei kleineren Booten die Regel; Alternative: Steuerrad.
Pirat1. Seeräuber (von griech. peirates = Abenteurer)
 2. Name einer nationalen Segelbootsklasse
Plankestarkes Brett (Bohle oder Diele)
PlankengangPlanken einer Lage
PlankengehenÜber die Planke gehen, Hinrichtungsmethode von Piraten
platt vor dem Windsegelt ein Schiff, wenn es den Wind genau von hinten hat
PlattgatterBoot oder Schiff mit flachem Heck, im Unterschied zu Spitzgatter oder Rundgatter
Plätteisenformschiffein Themse-Kohlenschiffstyp
PlattfußIn der Segelschiffszeit die Wache von 16:00 h bis 20.00 h; aufgeteilt in 1. Plattfuß von 16:00 h bis 18:00 h, 2. Plattfuß von 18:00 h bis 20:00 h. Diese beiden Kurzwachen wurden beim vierstündigen Wachrhythmus eingeschaltet, um zu vermeiden, dass dieselben Seeleute stets die gleichen Wachzeiten hatten.
Plicht(umgangssprachlich auch als Cockpit bezeichnet) Teil an Deck eines Sportbootes mit offenem Steuerstand und Sitzbänken
plierengucken
PlumpuddingWalfängerausdruck für den Zungenschleim von Walen
Plünnennennt der Seemann seine Segel, aber auch sein Zeug, seine Kleidung
Plünnen-PetersSpitzname für die Hamburger Reederei H. Peters, die für uralte und sehr einfache Schiffe bekannt war (Plünnen = Lumpen)
Pod-Antrieb(englisch pod = Gondel), Propellergondol, auch Schottelantrieb genannt (nach der Firma, die ihn entwickelt hat), ist eine moderne Antriebsform für Schiffe. Die zusammen mit den Propellern drehbaren Gondeln sind dabei am Schiffsrumpf angebracht und erlauben so eine gute Manövrierbarkeit.
pofenschlafen
Pollerkurzer Pfahl auf der Hafenpier aus Metall oder Holz zum Festmachen eines Schiffes
PolleraffeSeemann der Decksbesatzung (scherzhaft, abwertend)
Polliwog1. Kaulquappe
 2. jemand, der den Äquator noch nicht überquert hat
PomuchelBezeichnung für den Dorsch
pönenanstreichen
Poophinterer Decksaufbau
Portalgalgenquer über das ganze Heck reichender Galgen bei Hecktrawlern
PotackenKartoffeln
PotackendrehenKartoffeln schälen
PottSpottname für ein Schiff
Prahmkleines Schiff ohne eigenen Antrieb, zum Transport von Waren, als Fähre oder für die Arbeit mit Baumaschinen genutzt
PreischussBlindschuss als Aufforderung an fremde Schiffe beizudrehen, nach einer fünfminütigen Frist wurde scharf geschossen
Preventer1. Starker Draht von der Ladebaumnock zu einer Klampe an Deck niederführend, um den Ladebaum in einer Stellung zu fixieren. Wird bei jedem Aufriggen neu festgesetzt. Muss die gesamten Zugkräfte der schwebenden Last beim Laden und Löschen auffangen.
 2. englischer Name für den Bullenstander
Priemein Stück Kautabak
PriseBeute einer Kaperfahrt
PrismatüteFernglas
Promenadendecksgastist von Deck dazu abgeteilt, auf Fahrgastschiffen die den Passagieren vorbehaltenen Decks in Ordnung zu halten
PropellerSchiffsschraube
PuchBett/Koje
PudelmützeKopfbedeckung
Pudding-RudolfSpitzname für die Reederei RAO = Rudolf August Oetker in Hamburg
Pullein einzelner, meist ruckartiger Zug an einem Riemen
pullenrudern
purren, hochpurrenallgemein: benachrichtigen; das Aufwecken und „Auf-die-Beine-bringen“ eines Schläfers bei Wachablösung
Pütting, Püttingeisenein vertikales Rüsteisen an der Außenhaut des Schiffes zur Befestigung der Wanten
Pützauch Schlagpütz oder Pütze – Eimer zum Schöpfen von Wasser aus (lenzen) oder in (putzen oder löschen) ein Schiff
| Inhaltsverzeichnis A B C D E F G H I J K L M N O P Q R S T U V W X Y Z |

## Q

Signalflagge – Q (Zollstander)

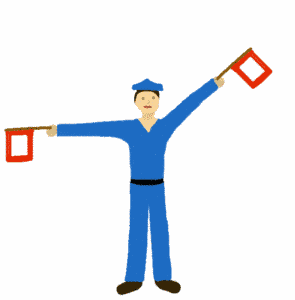
Winkeralphabet – Q

Querab

Schlüsselwort: Quebec [kwɪˈbɛk]
QuantStakstange mit einem Teller am unteren Ende, um das Einsinken in den Schlamm zu verhindern
Quarantäne(ital. quarantina di giorni „vierzig Tage“) eine vorübergehende Isolierung zur Verhinderung der Ausbreitung von infektiösen Krankheiten
QuarterblockGeitau und Schotblock unter der Rah an jeder Seite des Raks
QuarterdeckAchterdeck; bei Segelschiffen der hinter dem Großmast liegenden Teil des Oberdecks
QuarterdeckerSpottname für einen Offizier, der mehr auf die äußere Form als auf den Dienst sieht
QuarterdeckgeländerMonkeyreling, Heckreling, oberer Abschluss des Schiffsgeländers, der Reling
QuartermeisterVollmatrose, der nur steuert; gilt als Unteroffizier
QuartierUnterkunft
Quasselwellebestimmte Schiff-Schiff Frequenzen auf Kurzwelle, die dem internen Informationsaustausch zwischen den Seefunkstellen in der Handelsschifffahrt dienten
Quastbreiter Pinsel mit dichter, weicher Borstenlage, der zum großflächigen Auftrag von Farben geeignet ist
Quayenglisch Kai
Queenieviereckiges Stagsegel einer Schoneryacht
querabseitlich, im rechten Winkel (8 Strich) zur Fahrtrichtung
Querablaufein Stapellauf, der querschiffs erfolgt
QuerläuferFahrzeug, das den eigenen Kurs in seitlicher Richtung kreuzt
querschlagenAus-dem-Ruder-Laufen bei achterlichem Wind und Seegang, so dass Gefahr des Kenterns oder Vollschlagens besteht
Quetschkommode (Quetschbüdel)Schifferklavier
Quiddjemissingsch für jeden Ortsfremden an der Küste, vor allem wenn er einen anderen Dialekt spricht („Zugezogener“)
QuinqueremePentere, „Fünfruderer“; Schiff des Altertums mit fünf Ruderern an einem Riemen oder übereinander
| Inhaltsverzeichnis A B C D E F G H I J K L M N O P Q R S T U V W X Y Z |

## R

Signalflagge – R

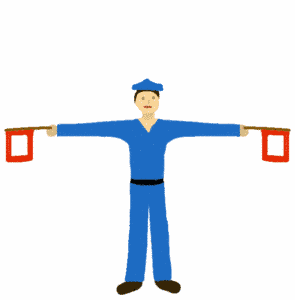
Winkeralphabet – R

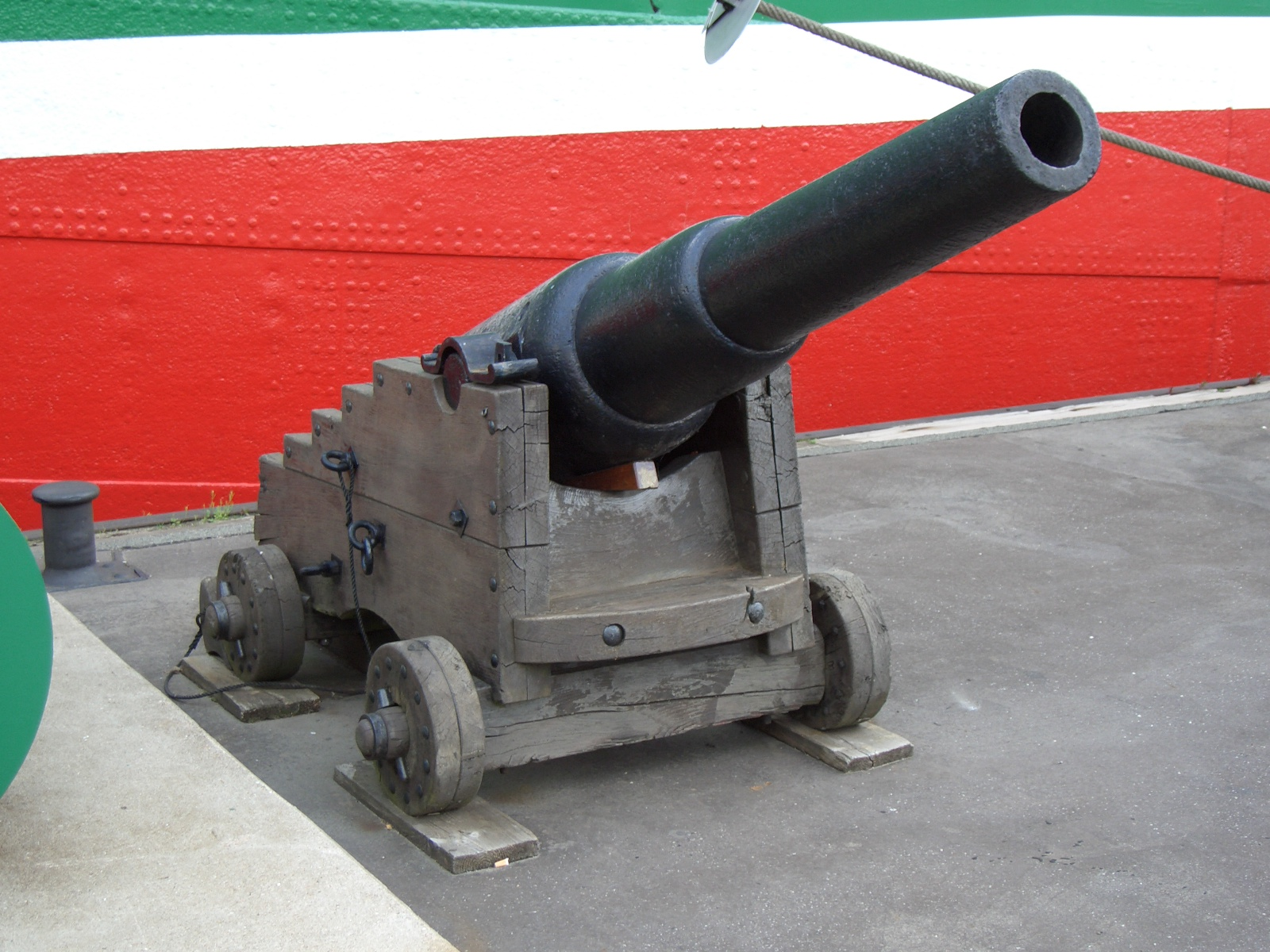
Rapert

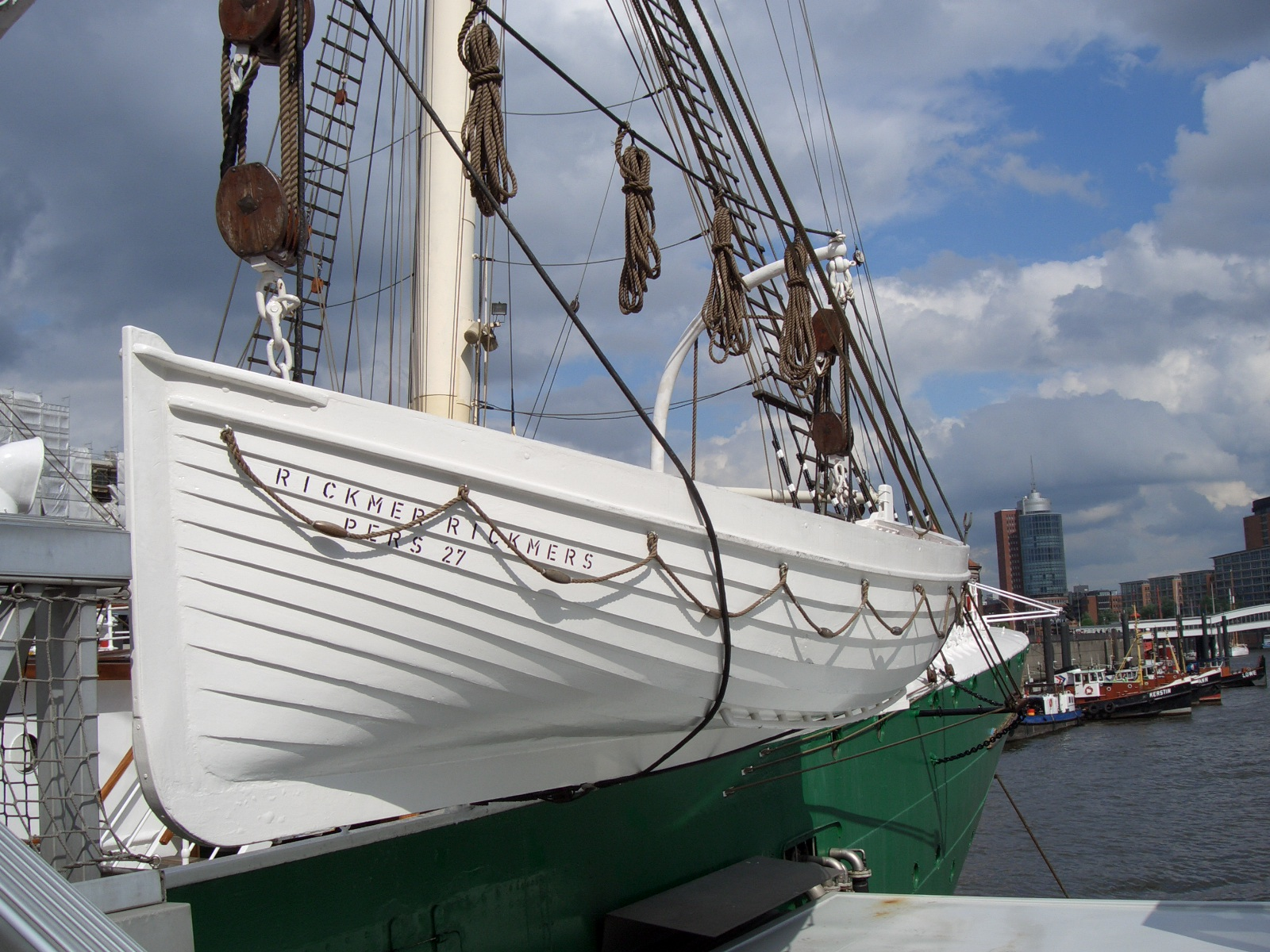
Rettungsboot

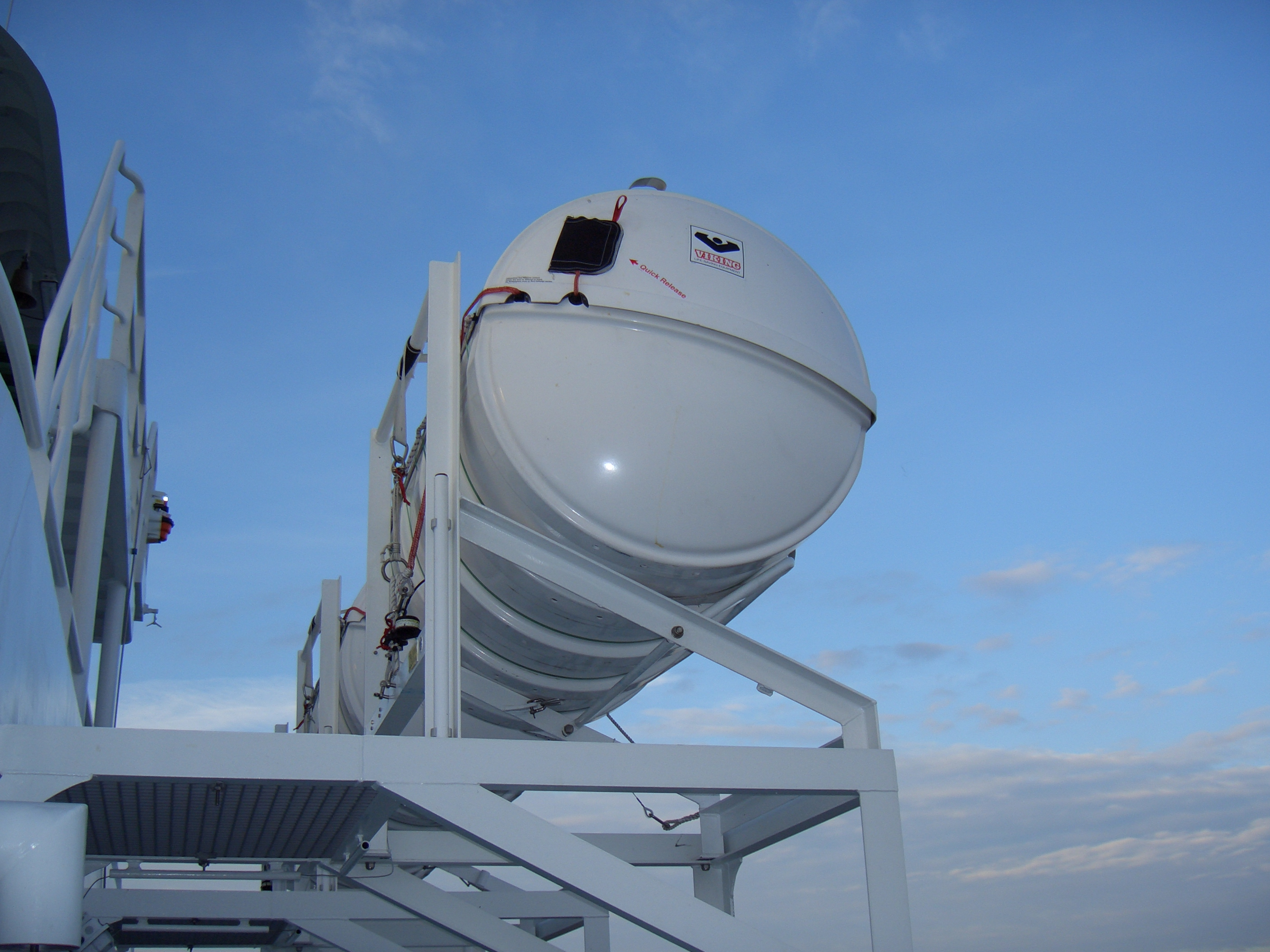
Rettungsinsel

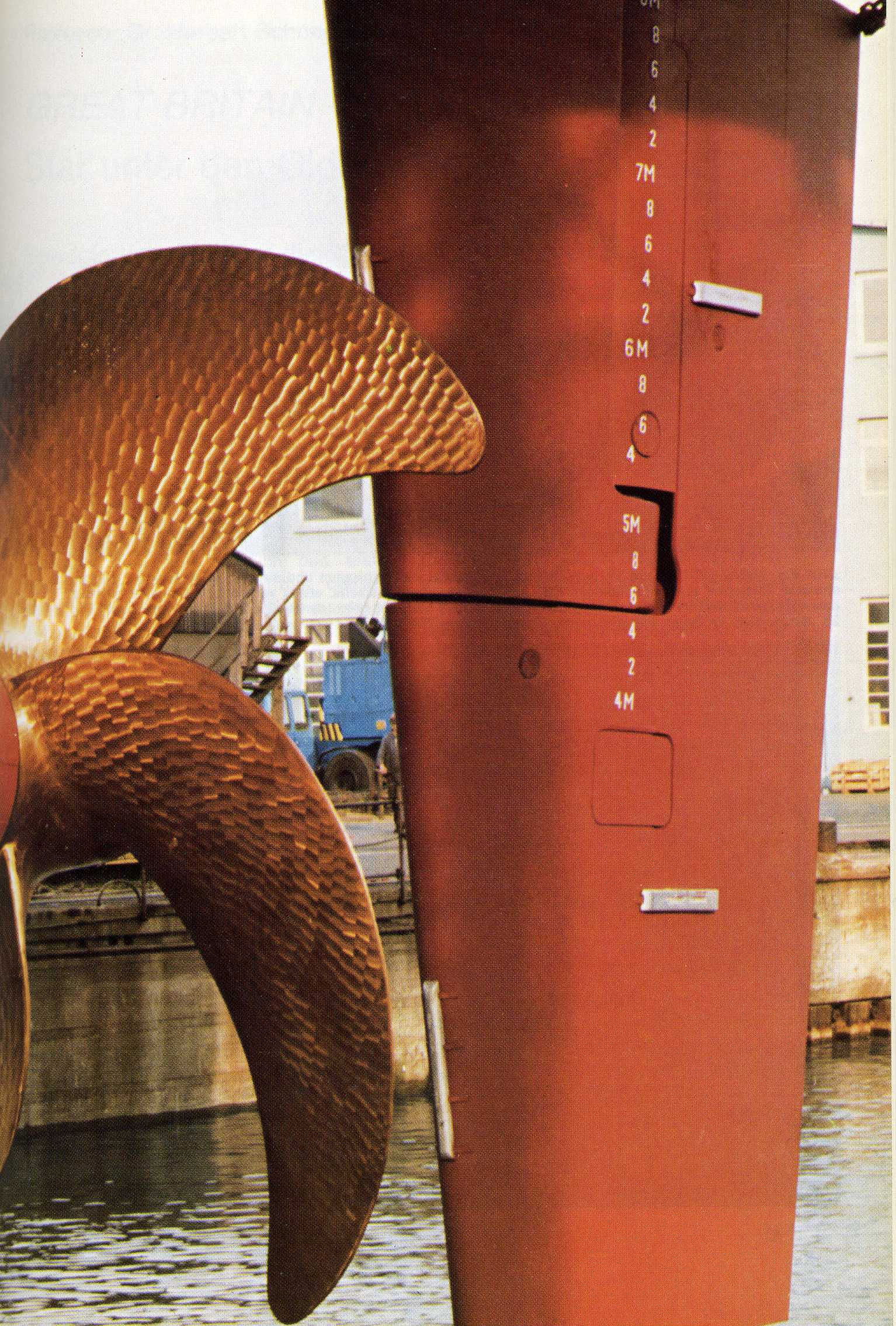
Ruder eines Schiffes

Steuerstand einer Segelyacht

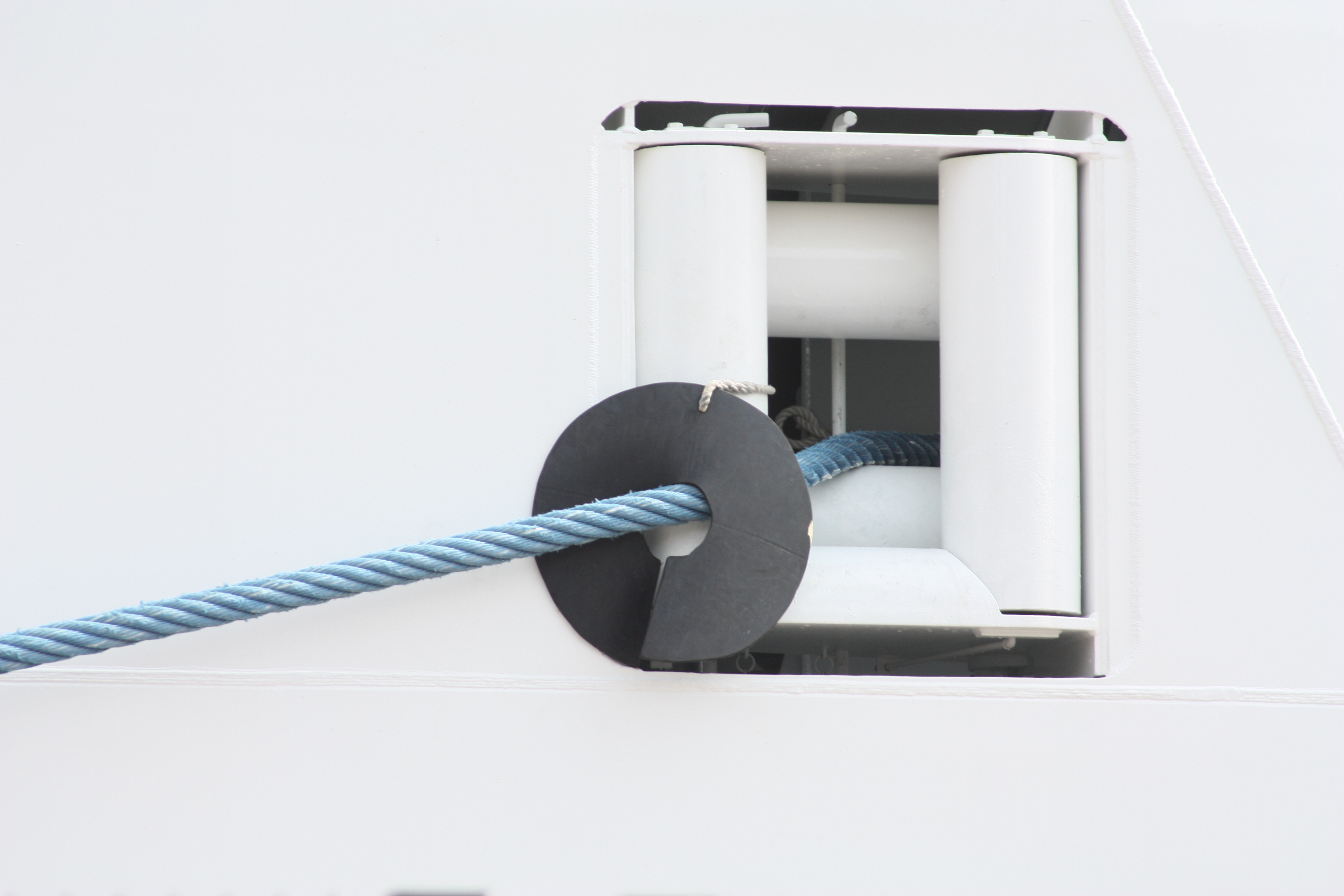
Rattenblech bei einem Kreuzfahrtschiff

Schlüsselwort: Romeo [ˈroʊmioʊ]
R-SRettungsstelle (Bezeichnung in Seekarten)
Ra-BKRadarantwortbake in Seekarten
Rackbei Zeesbooten ein bogenförmiges Krummholz oder ein Tau, auf dem Holzkugeln aufgefädelt sind (um ein Durchscheuern zu verhindern) zum setzen der Rah oder Gaffel am Mast
RadarreflektorVorrichtung zur Erhöhung der Sichtbarkeit eines Schiffes durch Radargeräte anderer Schiffe
Radeffektseitlicher Versatz eines Schiffes durch die Querkräfte des Propellers
Rah(auch Raa oder Rahe) Bestandteil der Takelage eines Segelschiffs
Rahsegelzumeist rechteckiges oder trapezförmiges Segel, welches unter einer Rah gefahren wird
rakenauf Grund festlaufen
RamkBezeichnung selbsttätig sendender Radarbaken auf Seekarten
Randgeeroberste Planke eines Bootes
rankEin Schiff ist rank, wenn es im Seegang auf Grund seiner zu hohen Schwerpunktlage sehr stark rollt und lange an den Endlagen verweilt. Gefahr des Kenterns. Gegenteil: steif.
Rapertin der Segelschiffszeit Bezeichnung für die Lafette der Kanone
Rappeltuchauch Rappertuch, sackartiges Jutegewebe als Unterlage oder Verkleidung von Spleißen
RASReplenishment at Sea – Versorgung in See
Rattenteller, Rattenblechaußenbords auf die Festmacherleinen gesetzte, oft runde Metall- oder Holzscheiben, um das Anbordkommen von Ratten und Mäusen zu verhindern
rau1. unhöflich, rüde
 2. raues Wetter
Raumender Wind dreht bei gleichbleibendem Kurs nach achtern (siehe auch Schralen und Raumschots)
Recht so!Kommando des Wachhabenden an den Rudergänger, dass der augenblicklich anliegende Kurs der richtige ist
Recht vorausSichtmeldung genau in Fahrtrichtung („Grüne Boje recht voraus!“)
Ree!Kommando beim Manöver des Wendens
ReedeAnkerplatz außerhalb des Hafens
Reeperbahn, Reiferbahn1. Arbeitsort des Seilers
 2. berühmte Straße in Hamburg, ehemalige Seilerei
Reepschlägertraditioneller Handwerksberuf bei der Seilherstellung
Rees an BackbordUmschreibung für den Austausch kunstvoll gesponnener Geschichten (Seemannsgarn)
reesensich unterhalten/Geschichten erzählen; auch: um die Wette pullen bzw. rudern
reffenVerkleinerung der Segelfläche (bei zunehmendem Wind), in Gegensatz dazu: ausreffen oder ein Reff ausschütten, um das gereffte Segel zu vergrößern
RegattaRennen, Wettfahrt mit Fahrzeugen auf dem Wasser
Reibholzhölzerner Fender, an Kaimauern fest oder schwimmend angebracht
Rein Schiff!Kommando zur gründlichen Reinigung eines Schiffes
Reise reiseWeckruf an Bord von Marineschiffen
reiten, vor Anker reiteneinen Sturm vor Anker liegend abreiten
Reitgewichtschweres Gewicht, das an der Ankerleine oder -kette herabgelassen wird, um einen horizontalen Zug auf den Anker zu erreichen
Relingmanchmal fälschlich „Reeling“ geschrieben; in der Schifffahrt ein Geländer, welches um ein freiliegendes Deck oder um Decksöffnungen verläuft. Es schützt die Mannschaft vor dem Überbordgehen oder Stürzen.
restenReste von Schüttgut im Laderaum zusammenschieben und zum Entladen vorbereiten; letzter Schritt vor dem Reinigen des Laderaums
RettungsbakeZufluchtsort in Küstennähe oder technisches Gerät zur Abgabe eines Funknotrufes
RettungsbootBoot zur Evakuierung des Schiffes
Rettungsinselselbstaufblasendes, geschlossenes Rettungsfloß
Rettungswestepersönlicher Auftriebskörper, der über der Jacke getragen wird und ein Ertrinken verhindern soll, heute oft mit einer automatischen Aufblasevorrichtung versehen; der Begriff „Schwimmweste“ ist veraltet und bezeichnet heute nur noch eine Schwimmhilfe
Richtfunkfeuerfestgelegter Leitstrahl
riefelnvom Fisch nur die Bauchlappen herausschneiden
Riemen(lateinisch remus) das, was Landratten als „Ruder“ bezeichnen: zum Fortbewegen von Ruderbooten; das Ruder auf einem Schiff dient der Richtungsänderung
RiemenschlagArt zu rudern, bei der das Riemenblatt horizontal gedreht wird
RiggTakelage eines Segelschiffs
RINARegistro Italiano Navale; ital. Klassifikationsgesellschaft mit Sitz in Rom
Robbenfängerugs. für einen Grundnetzfischer
Robinson-InselJuan-Fernandez-Insel vor der chilenischen Küste
Rockallein für die Schifffahrt gefährlicher, einsamer 21 m hoher Granitfelsen im östlichen Nordatlantik auf 57° 36' N 13° 42' W, westlich der Hebriden (zu Großbritannien)
RollenHin- und Herbewegungen des Schiffs um die Längsachse, nicht mit Krängung zu verwechseln
Rollwendeeine Wende, bei der durch Krängen und Wiederaufrichten der Jolle zusätzlich an Fahrt gewonnen wird.
Rondeauf Kriegsschiffen die abendliche Schiffsbegehung des Ersten Offiziers und des Wachtmeisters
Roofältere Bezeichnung für ein größeres Deckshaus auf Segelschiffen
RöringRing am Ende eines Ankerschaftes
Ross-Barrieredas Schelfeisgebiet in der Antarktis aus Gletschereis und vereistem Schnee südlich des Rossmeeres mit Randhöhen bis zu 50 m
Rossbreitenwindstille Zone im Atlantik zwischen 23° und 30° nördlicher und südlicher Breite
Rotseedas Rote Meer
rottvon Rottenklausel; wenn Schiffe nach Besichtigung als nicht seefähig befunden werden, entfällt die Pflicht für den Versicherer; ugs.: alles rott
Rotterdam-Regeln (Rotterdam rules)internationales Abkommen im Seehandelsrecht aus dem Jahre 2009 (siehe Haager Regeln)
Routineder Dienstplan an Bord
RüberrobberÜberarbeiter; mittellose Passagiere oder Auswanderer, die sich die Passage verdienten, indem sie während der Überfahrt mitarbeiteten
Ruder1. das, was Landratten „Steuer“ nennen, also Pinne oder Steuerrad
 2. Steuerruder am hinteren Ende des Rumpfes
Rudergängerder Seemann, der die Wache am Ruder geht; er steuert den Kurs, der ihm vom Wachhabenden angegeben ist
Rumpfder Teil eines Boots oder Schiffs, der ihm die Schwimmfähigkeit verleiht
Rumpfgeschwindigkeitist ein theoretischer Wert für die bei Verdrängerfahrt mögliche Höchstgeschwindigkeit eines Schiffes
Rund achtern!Kommando beim Manöver des Halsens
Rüstestarke Planke an der Außenhaut des Schiffes, an der die Rüsteisen befestigt sind
| Inhaltsverzeichnis A B C D E F G H I J K L M N O P Q R S T U V W X Y Z |

## S

Signalflagge – S

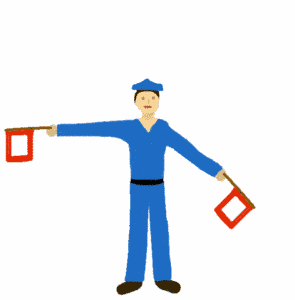
Winkeralphabet – S

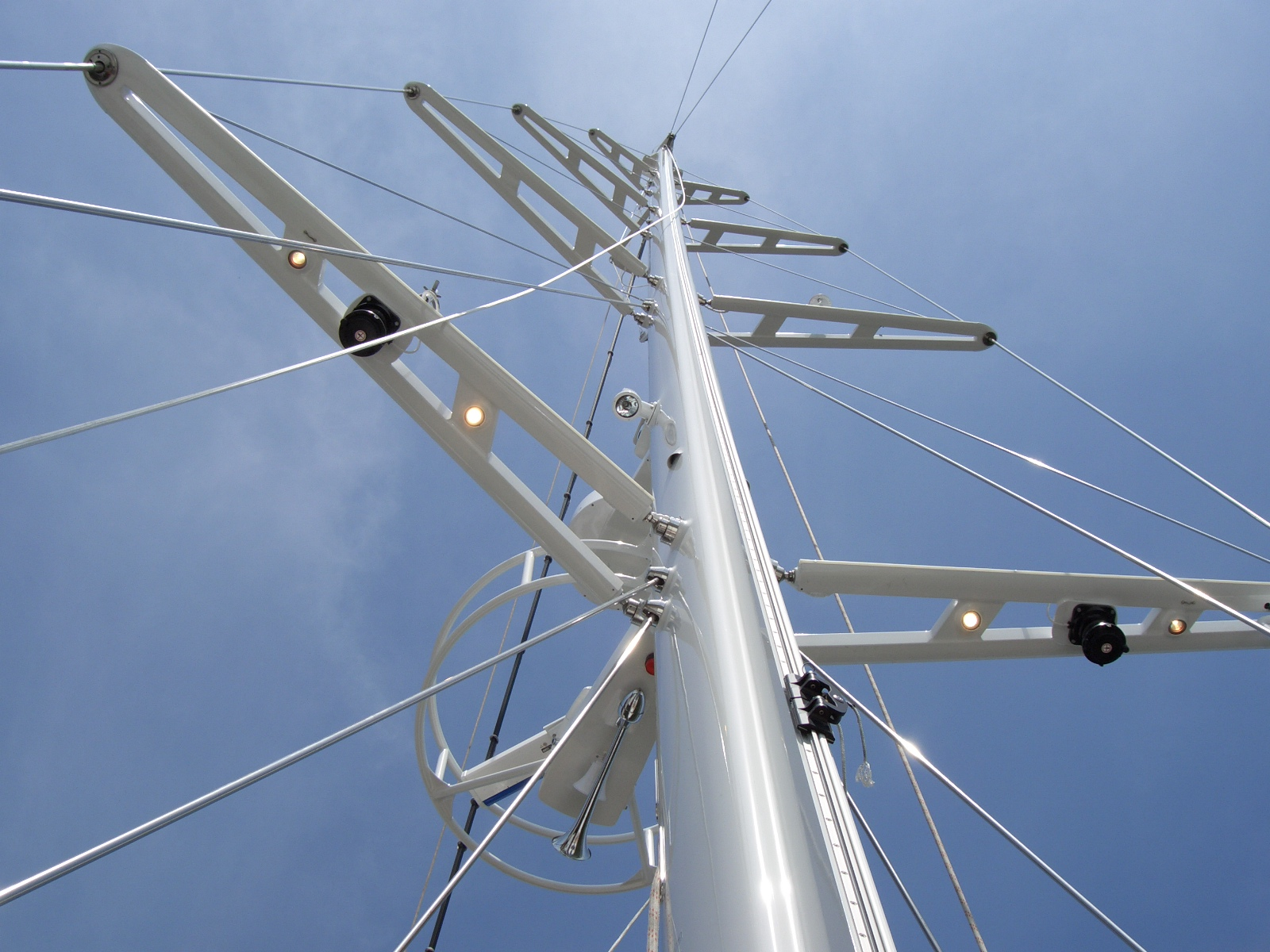
Mast mit vier Salings

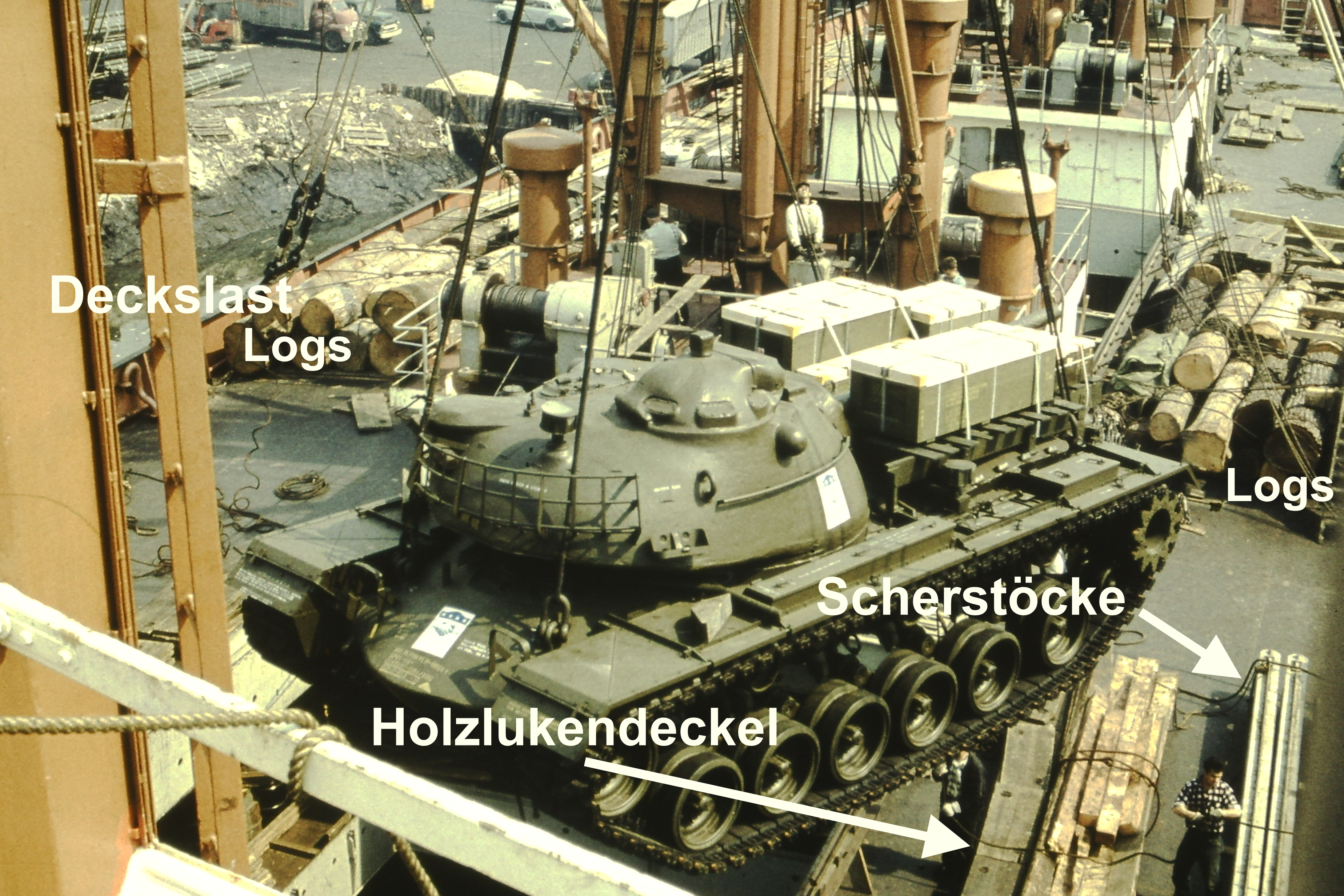
Beladung, Scherstöcke Stb. an Deck

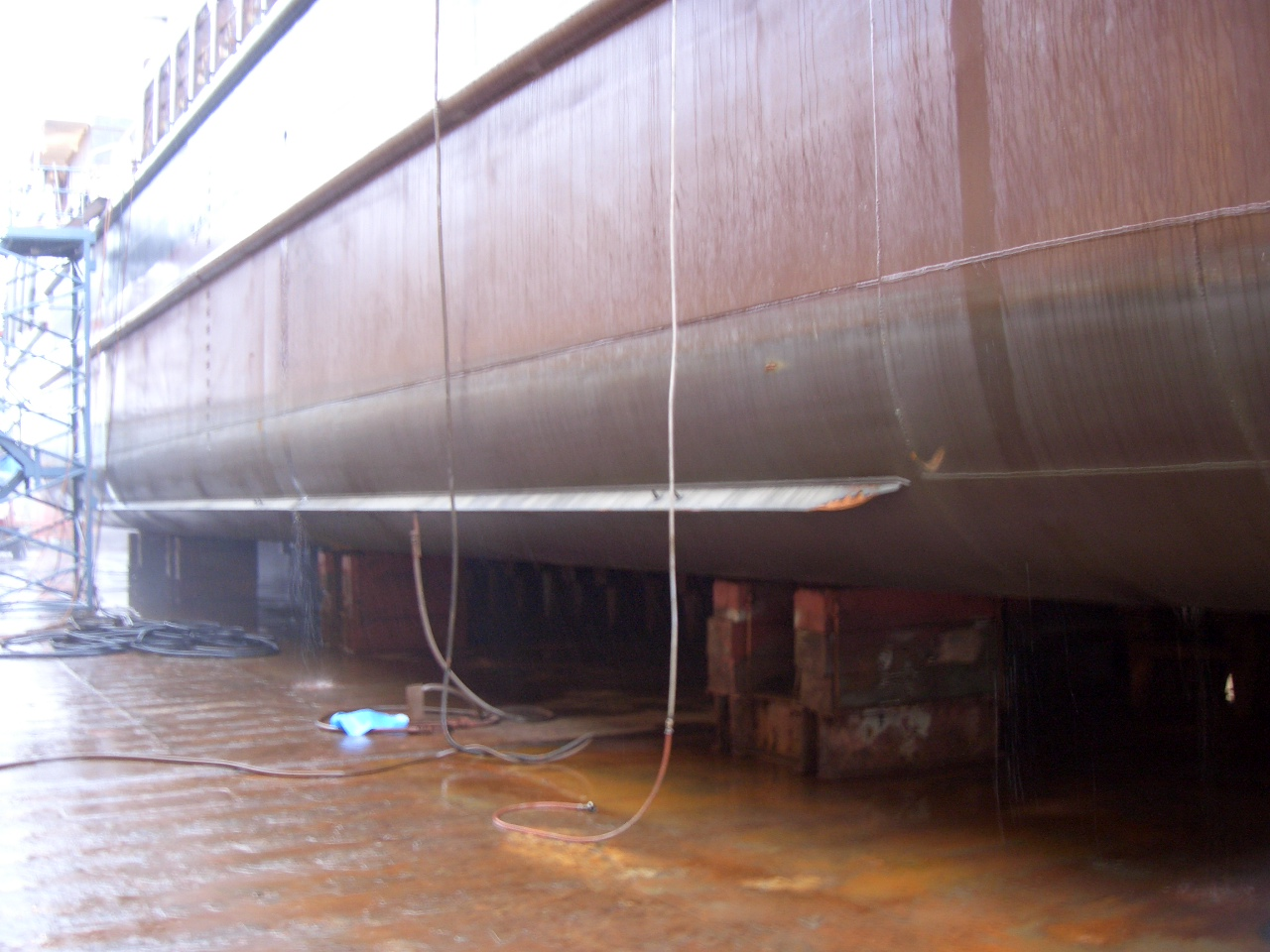
Schlingerkiel

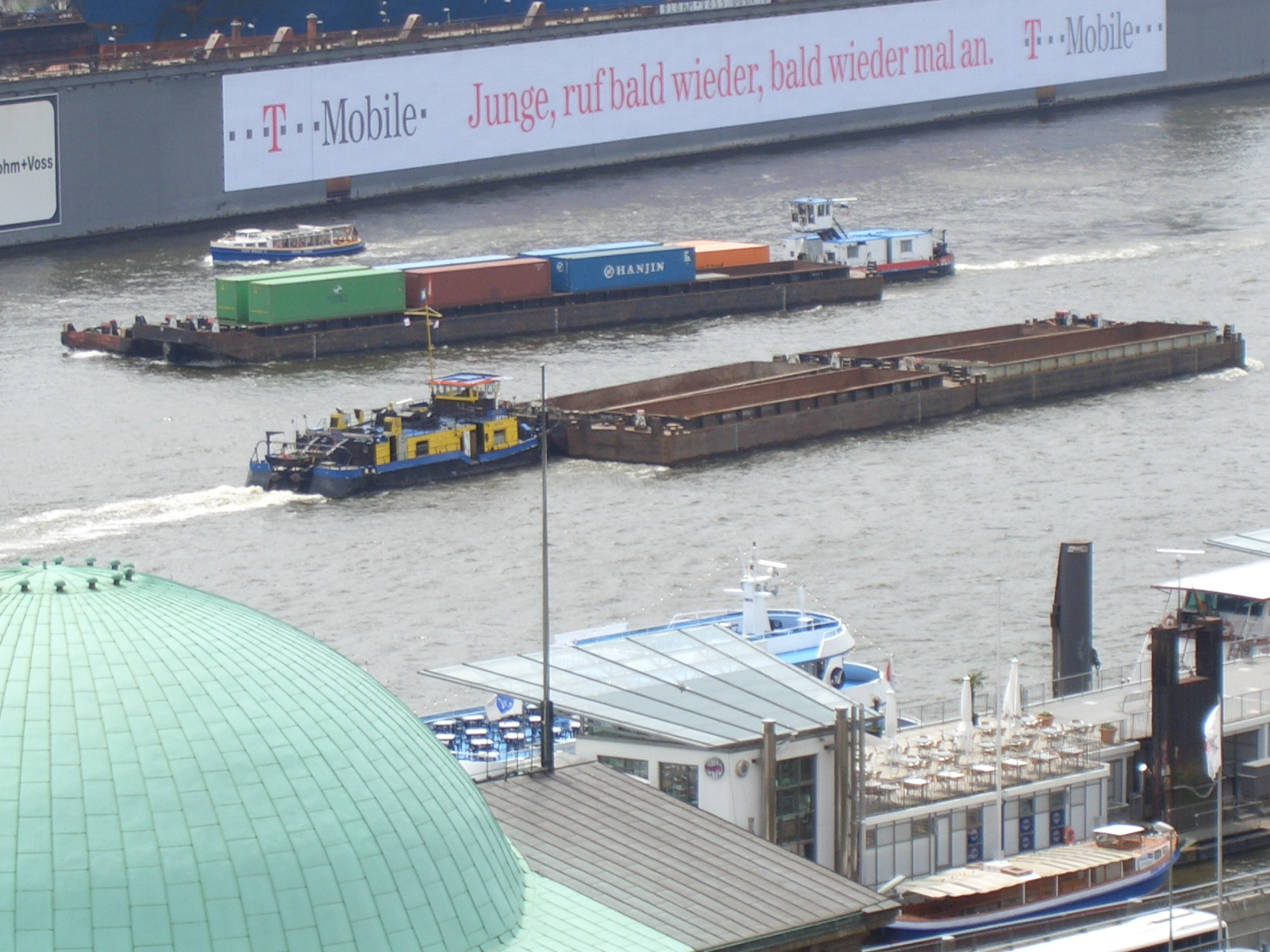
Schubverband

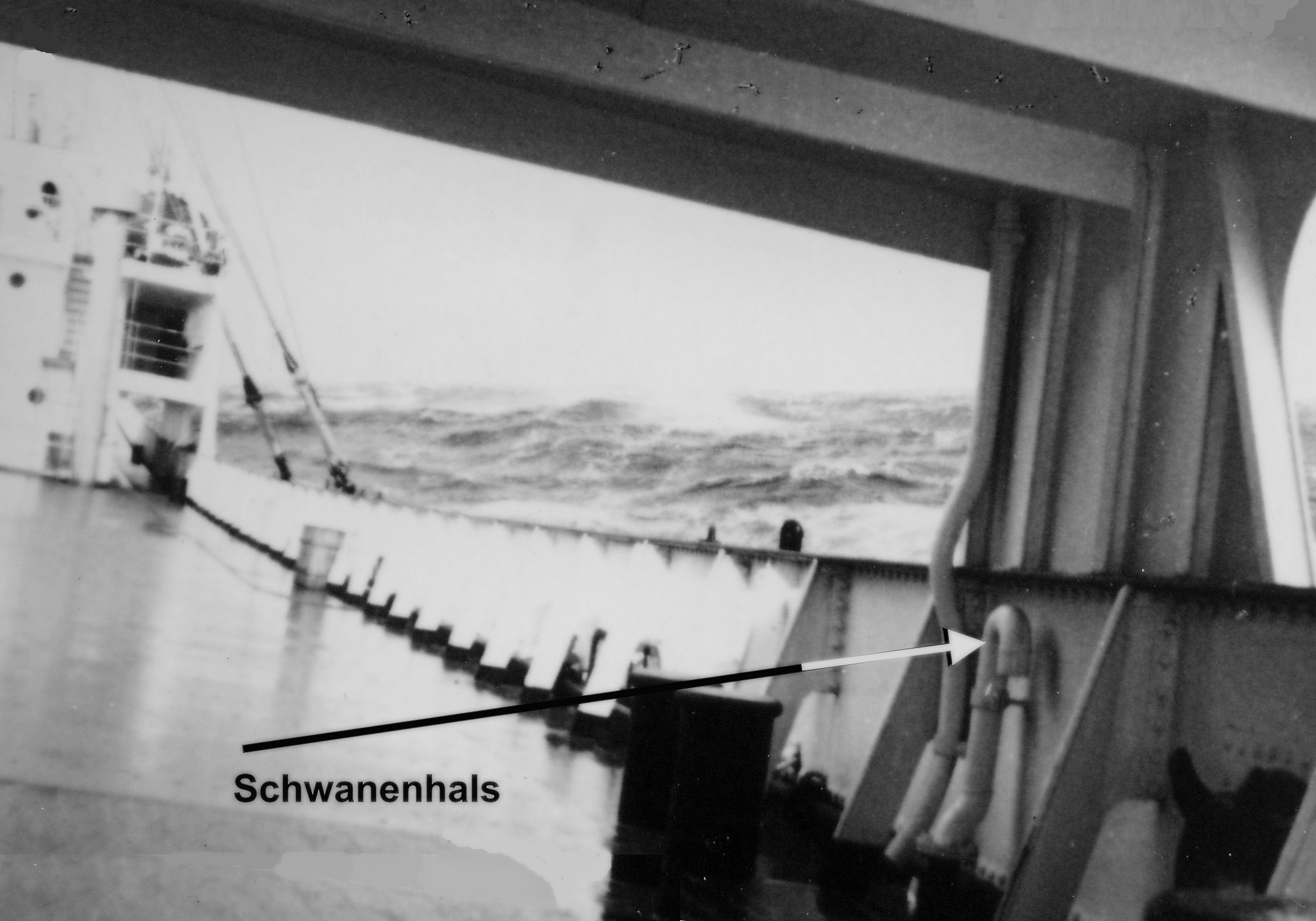
Schwanenhals

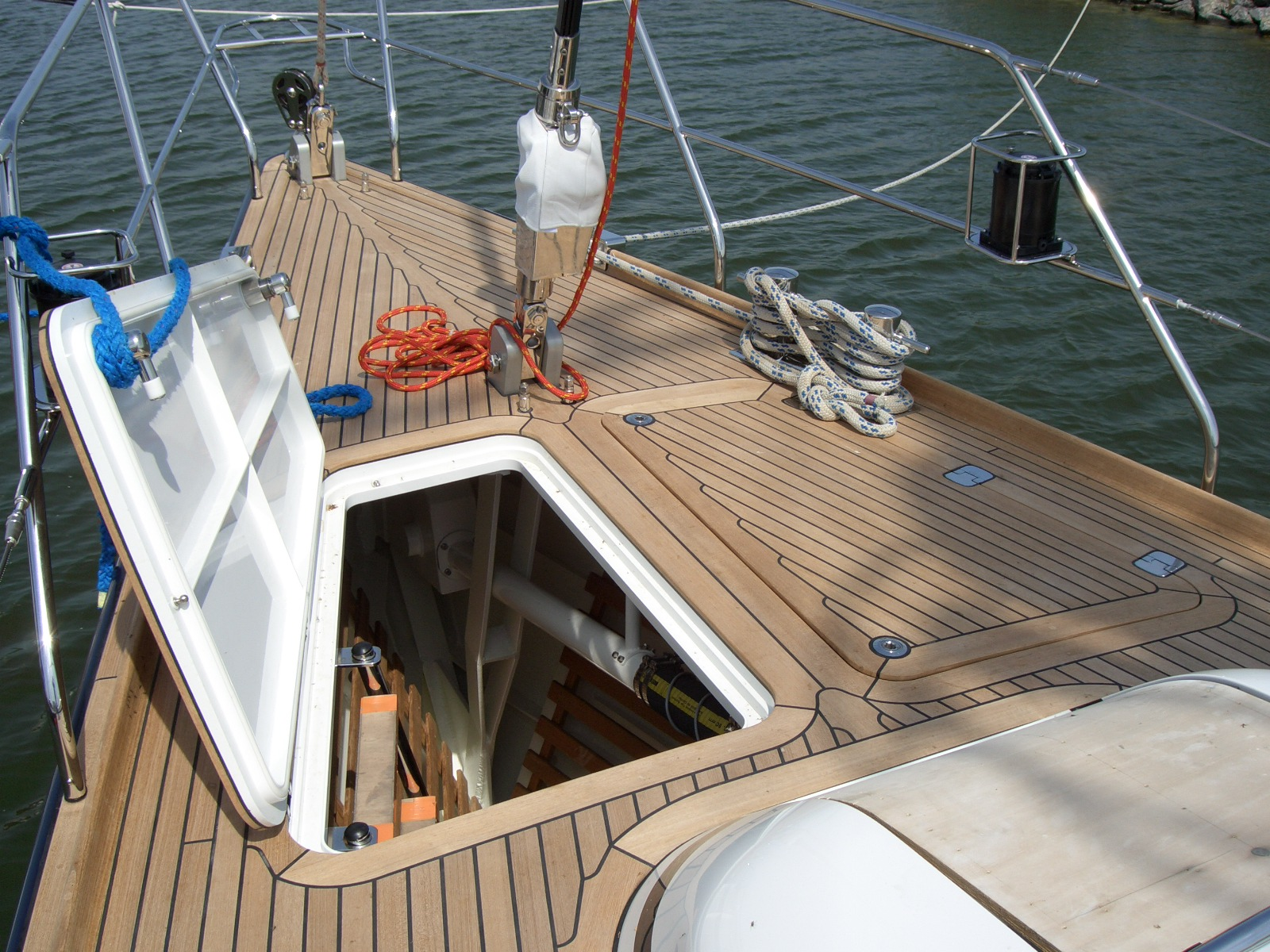
Segelkoje

Spanten und Wasserlinienriss

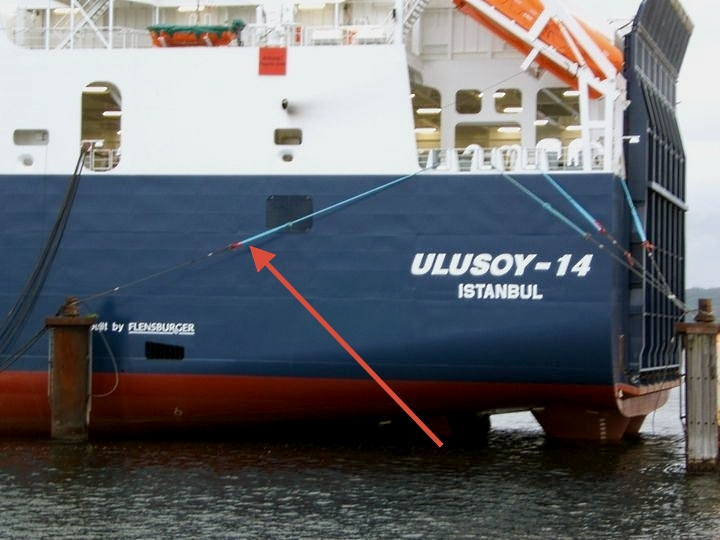
Achterspring einer RoRo-Fähre

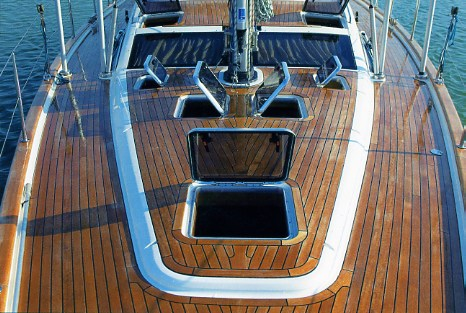
Stabdeck

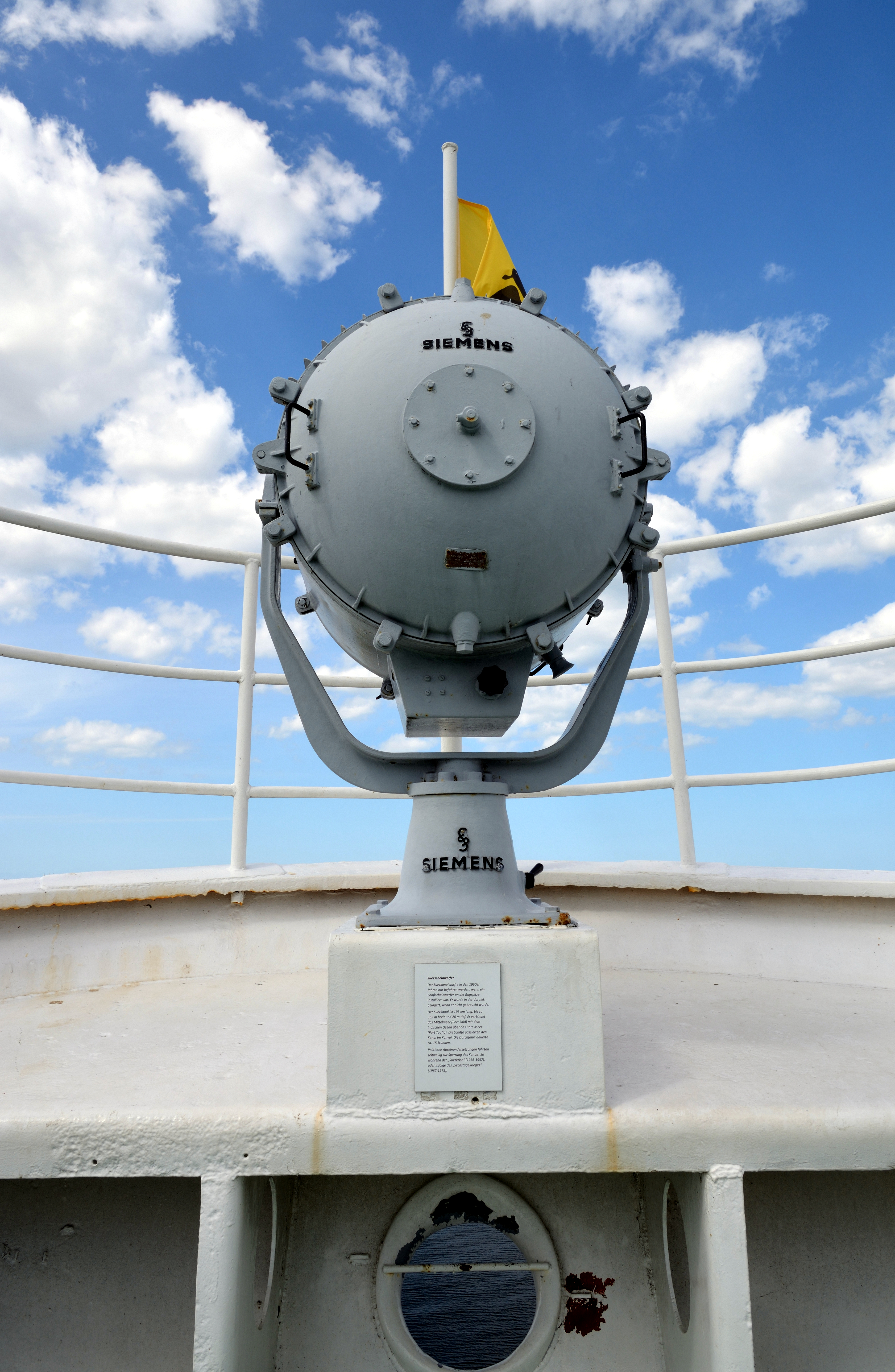
Suezscheinwerfer auf dem Museumsschiff Dresden

Schlüsselwort: Sierra [siˈɛrə]
S.S.Abkürzung für Schulschiff, im Englischen für Steamship = Dampfschiff, Dampfer
SackrattenFilzläuse
Saildrivekompakte Antriebsanlage von Sportschiffen
SalingVerstrebung am Mast, die die Wanten nach außen hält. Dadurch haben die Wanten einen günstigeren Angriffswinkel an den Mast und können ihn besser in der Senkrechten halten. Auf Rahseglern der gefährlichste Abschnitt beim Auf- und Abentern.
SalingkissenWeichholzunterlage an der Saling gegen Abscheuern der Wanten
SalzfischfangFischfang, bei dem die Fische auf See ausgenommen und in Salz befördert werden
Sammelsurium1. Durcheinander
 2. wenn bei einer Kollision beide Schiffsleitungen schuldig sind; der Schaden wird geteilt
SamstagnachtflascheRumzuteilung an die Nachtwache auf englischen Walfängern an Sonnabenden
Samumheißer Wind in Saudi-Arabien
Santa Anastaubführender Wind an der pazifischen Küste der USA
Sawyerschwimmender Baumstamm, der sich in der Strömung auf und ab bewegt, Gefahr für die Schifffahrt
SBMan Bord übliche Kurzform für Schiffsbetriebsmeister
Schaffermahlzeitin Bremen (seit 1545); alter Hansebrauch der Bremer Reeder und Kapitäne zur Winterzeit
Schäkel1. U-förmiger, mit einem Schraub- oder Steckbolzen verschließbarer Bügel zum Verbinden zweier Teile
 2. Längenmaß, insbesondere für Ankerketten, siehe auch Schäkel (Maßeinheit)
SchäkelschlüsselGerät aus Stahl oder Eisen zum Öffnen eines Schäkels
schalkenwasserdicht schließen
schamfilendurch Reibung verschleißen, Scheuern von Tauwerk
SchandeckDie äußeren Enden der Spanten abdeckende Holzplanke bei hölzernen Schiffdecks, sie bilden den oberen Abschluss des Schiffsrumpfes
schanghaiendas gewaltsame Anheuern eines Seemanns zu Dienst auf einem Schiff gegen dessen Willen
Schanzdas Achterdeck auf Kriegsschiffen (auf Segelschiffen mit Kajüthaus, Steuerstand und Besanmast), siehe Deck (Schiffbau)
Schanzkleideine Erhöhung über das Deck hinaus
Schanzkleidrolleeine aus Latten mit Zwischenräumen bestehende Rolle am Schanzkleid von Heringsloggern für das Anbordholen der Netze
SchauerleuteHafenarbeiter zum Beladen und Entladen von Frachtschiffen
Scheckbuch, ScheckheftKontrollbuch zum Zählen und Vergleichen der Schiffsladung
SchegTeil des Bugs bei historischen Segel(kriegs)schiffen; trägt die Galionsfigur
Scheibengattkastenförmiger Holzrahmen oder Aussparung in einem Holzblock zur Aufnahme einer oder zweier Umlenkrollen
ScheichBootsmann, vor allem bei der Kriegsmarine
Scheinwendeein Trick beim Regattasegeln: Vorbereitungen zur Wende treffen, in den Wind aufschießen und anschließend wieder auf den alten Kurs abfallen
SchellfischpatentSpottwort für das Seefunksonderzeugnis, das mit einem verkürzten Lehrgang erworben wird und eigentlich für die Fischerei geschaffen wurde
SchenkelbrettBeinstütze für den Harpunier im Walfangboot
Schergangein Plattengang der Bordwand über dem ein Deck anschließt
Scherstock1. herausnehmbare starke Quer-Stahlträger im Lukenschacht
 2. im Schiffbau: L-förmige hölzerne Latten, die im Wohnbereich auf dem Eisendeck befestigt sind und mit den hölzernen Zwischenschotten verschraubt werden
 3. Querbalken, siehe auch Scherbaum
SchiemannMatrose
SchiemannsgarnKleintauwerk, dient zum Umwickeln (Kleeden) der Spleißstellen von Drahttauwerk und stehendem Gut
Schiet1. eine Untiefe; man sagt ein Schiff „sitzt im Schiet“ oder „ist auf Schiet gelaufen“
 2. die Interjektion „Scheiße!“
Schiffchen1. kleines Schiff
 2. Käppi, eine flach zusammenfaltbare Uniform-Mütze ohne Schirm, Kopfbedeckung bei der Bundeswehr
SchifferFührer eines Flussschiffes (Binnenschiffs)
SchiffsfriedhofOrt, an dem viele Schiffe auf dem Meeresgrund liegen
SchiffsglockeGlocke, mit der sich ein vor Anker liegendes oder festsitzendes Schiff im Nebel bemerkbar machen muss.
Schiffshändlerder zwar übliche, aber nicht ganz korrekte Ausdruck für Schiffsausrüster
Schiffskastellein ursprünglich als Befestigungsanlage ausgelegter Aufbau auf einem historischen Segel(kriegs)schiff
Schiffsmaßunterschiedliche technische Daten wie Masse- und Raumangaben, Verdrängung, Tragfähigkeit, Tiefgang, Länge und Geschwindigkeit eines Schiffes
Schiffsmeldedienstdort werden Informationen gesammelt über Schiffsbewegungen, im gesamten Bereich der Deutschen Bucht, auf der Elbe und Weser, im Nord-Ostsee-Kanal und in zahlreichen Häfen entlang der nordeuropäischen See- und Wasserstraßen einschließlich Rotterdam rund um die Uhr
SchiffsmittagZeitpunkt des beobachteten Sonnenhöchststandes
Schiffsrolle1. Dienstplan, Wacheinteilung und Aufgabenbereich jedes Mitgliedes der Besatzung eines Schiffs, sowohl auf See, vor Anker und im Hafen
 2. Richtlinie für das Verhalten im Seenotfall und zur Bemannung der Rettungsboote (der Besetzung der Boote mit sachkundigen, für diese spezielle Aufgabe namentlich bestimmten Seeleuten)
Schiffsschraubeumgangssprachliche Bezeichnung für einen Propeller eines Schiffes
Schiffstaufefeierlicher Akt vor dem Stapellauf von Schiffen
Schiffszwiebackauch (plattdeutsch) Beschüten (von „Biskuit“), Matrosenkuchen: ein bei Seeleuten recht unbeliebtes Nahrungsmittel, ähnlich dem heutigen Hartkeks
SchiftenSegelmanöver, bei dem auf einem Vorwindkurs die Segelseite gewechselt wird, ohne dabei den Kurs zu ändern
schlachten(von Segeln) – Abschneiden der Segel im Notfall, vor allem auf alten Großseglern: Wenn die Segel bei zu starkem Sturm nicht mehr eingeholt werden konnten, wurden sie stattdessen von den Leinen geschnitten und damit aufgegeben
SchlackertasteMorsefunk: halbautomatische (mechanische) Morsetaste
Schlengeleinfacher, niedriger Ponton zum Anlegen und Festmachen für Boote in Tidengewässern
Schleppsack(Treibanker) – ein Seeanker oder Wasserstopper für Segelschiffe, entweder ein Rundholz mit einem beschwerten Segel dran oder ein füllhornähnlicher Sack
Schlepptrossedie Trosse (schweres Tauwerk), die zum Schleppen eines Fahrzeuges benutzt wird
Schlickrutschereigentlich ein über den Schlamm gleitender Schlitten (Kreier), im übertragenen Sinn Bezeichnung für Plattbodenschiffe in Wattengewässern, je nach Größe der Schiffe abwertend bis beleidigend gemeint
SchlicktownSpottname für Wilhelmshaven, ursprünglich Schlicktau in Anlehnung an Tsingtau (das heutige Qingdao), weil das Expeditionskorps zur Bekämpfung des Boxeraufstands in China im Juli 1900 von Wilhelmshaven auslief
schlierender Anker wird über Grund gezogen 
Schlingerkielseitlich angebrachte zusätzliche Kiele eines Schiffes zur Dämpfung des Rollens.
schlingernBewegung des Schiffs um alle drei Achsen, Kombination von Rollen, Gieren und Stampfen
SchmaddingDienstältester Unteroffizier in der seemännischen Abteilung auf Marineschiffen, „Seemännische Nr. 1“, synonym zu Decksmeister
SchmelzerSchiffsjunge im ersten Lehrjahr
SchmetterlingSegelführung platt vor dem Wind, bei der Vor- und Großsegel auf verschiedenem Bug gefahren werden
Schnürbodengroßer Holzfußboden auf einer Werft auf dem Spanten, Platten usw. im Maßstab 1:1 gezeichnet werden
SchokoladenseiteSeite eines Schiffes, mit der man den Radeffekt ausnutzend einfach anlegen kann
SchokoladensturmNordweststurm Westindiens
SchotTau, mit dem man das Segel so stellt, wie es die Richtung des Windes erfordert
Schothorndie Ecke eines Segels, an der die Schot angeschlagen wird
Schotstekein Knoten zum Verbinden zweier ungleich starker Taue
SchottQuer- und Längswände zur Unterteilung und Versteifung des Schiffskörpers; auch Bezeichnung für Tür
SchralenWind dreht bei gleichbleibendem Kurs nach vorne (siehe auch Raumen)
schrapenabkratzen von Farbe, Firnishaut und Teer von Planken und anderen Oberflächen
SchraubePropeller
Schraubenwasservom Propeller aufgewirbeltes Wasser
Schricktauum die Fahrt eines Schiffes bei der Verholung im Hafen zu verlangsamen oder zu hemmen
Schrotmeißelscharfer Meißel mit breiter Schnittfläche an einem Erlenholzstiel, dient zum Durchschlagen der Drähte beim Spleißen
Schubverbandzusammengekoppelter Schubleichter und Schubschiff
Schulenunter Windschutz fahren
Schwalbennestbalkonartiger Ausbau, z. B. für Geschütze oder Wasserbombenwerfer, bzw. kleine Ausbuchtung zum Verstauen von Sachen
Schwanenhalsan Deck endendes, flaches, umgebogenes Ent-/Belüftungsrohr von Doppelbodentanks und dergleichen, meistens mit Klappe
Schwanzwelledas hinterste Stück der Wellenleitung, auf dem der Propeller sitzt
SchwarzwareschiffTanker für schmutzige Öle, wie Rohöl, Kesselöl etc.
Schwarze GangBezeichnung für Beamte vom Zoll, die an Bord kommen, um ein Schiff nach Schmuggelware etc. durchsuchen
schwarzer Frost(englisch black frost) schnellwachsende, nicht aufzuhaltende Vereisung eines Schiffes durch gefrierenden Nebel oder überkommende See bei extrem großer Kälte
SchweinsrückenDecksverstärkung für den an Deck genommenen Anker
Schwertmittschiffs im Schwertkasten bewegliche Platte bei Segeljollen oder Fischereibooten, Steckschwerter zum senkrechten Verschieben, Drehschwerter zum vertikalen Verschwenken um einen Drehpunkt, dienen zur Verminderung der Abdrift eines Schiffes ohne Kiel
schwoienDrift ankernder Schiffe
Schwoienraumder beanspruchte Raum der driftenden Ankerleine
sehe-euch-in-Liverpoolein traditioneller Gruß der Lotsen beim Vonbordgehen von einem ausgehenden Schiff
Selatonein Südwind der Philippinen
Seebärein alter Seemann
SeebeineFähigkeit, trotz Schlingern und Stampfen auf Deck zu gehen
Seefahrtsbuchist ein Ausweis und dient der Identifikation des Inhabers und dem Nachweis seiner Bordanstellungen. Deutsche Seefahrtbücher sind, soweit sie an Deutsche ausgestellt sind, Passersatzpapiere
Seefahrtspatentist die staatliche Bescheinigung (seemännisches Patent) für den nautischen oder den technischen Schiffsoffizier, dass er Schiffe bestimmter Größe oder Maschinenleistung in einem bestimmten Fahrtgebiet als Wachoffizier, als Leiter der Maschinenanlage oder als Kapitän führen darf
Seegangbezeichnet im Allgemeinen eine Oberflächenerscheinung der Ozeane und Meere in Form von Wellen
Seehafenist ein Hafen, der von Seeschiffen angelaufen werden kann
SeehahnFlutventil, Absperrventil für Wasserleitungen, die am Rumpf enden
Seehandelbezeichnet man den gewerblichen Güteraustausch mit Handelsschiffen über See
Seekarteist eine Karte, die für die Schifffahrt die Seewege und Küsten, Untiefen, Seezeichen, Fahrrinnen etc. von einem bestimmten Seegebiet (z. B. Nordsee) darstellt
Seekastenkleiner, kastenartiger Raum im Unterwasserschiff, von dem aus die Seewasserleitungen (Ballast-, Kühl-, Feuerlösch- und Spülwasser) ins Schiffinnere führen
SeekisteKoffer für Seeleute
SeekräheKormoran
Seekrankheitauch Reisekrankheit, Kinetose oder auch Bewegungskrankheit versteht man verschiedene Symptome wie Müdigkeit, Schwindel, Kopfschmerz, Übelkeit und Erbrechen, die bei der Fortbewegung in einem Verkehrsmittel auftreten; Seekrankheit ist sicher die bekannteste Form der Reisekrankheit
Seelenverkäufernicht mehr voll seetüchtiges Wasserfahrzeug, das die „Seelen“ der Passagiere und Besatzungsmitglieder „verkauft“.
Seemannschaftversteht man die Fertigkeiten und Gepflogenheiten, die zur praktischen Handhabung eines Schiffes gehören
Seemannsgarnstark ausgeschmückte Erzählungen oder Lügengeschichten
Seemannsheimwie eine Jugendherberge, hier kann der Seemann seine Zeit bis zum nächsten Anheuern am Land verbringen
SeemannsknotenIn der Seefahrt traditionell benutzte Knoten, z. B. Webeleinenstek; diese Knoten halten sicher, können leicht gebunden und meist ohne große Anstrengung schnell gelöst werden
SeemannssonntagDonnerstag, an dem es traditionell ein sehr gutes Essen gibt
Seemannsstuhlein Sitzbrett (heute meistens eine Hose), um einen Mann für Arbeiten an der Bordwand außenbords zu fieren oder in die Takelage hochzuziehen
Seemeileoder nautische Meile ist ein in der Schiff- und Luftfahrt gebräuchliches Längenmaß und entspricht 1,85201 km
Seenotliegt vor, wenn ein Wasserfahrzeug, dessen Besatzung und gegebenenfalls Passagiere sich in einer Situation befinden, bei der der Untergang des Fahrzeugs droht oder eine ernste, unmittelbare und ohne fremde Hilfe unabwendbar erscheinende Gefahr für die Gesundheit oder das Leben der Personen besteht
Seepasteteein amerikanisches Seemannsgericht aus Fisch, Fleisch und Gemüse in Schichten
Seesackein großer Sack aus grobem Segeltuch zum Transport und zur Aufbewahrung der Kleidung und persönlicher Dinge der Fahrensleute
Seeschleppersehr dicke lange Stahltrosse zum Abschleppen havarierter Schiffe. Wurde früher auf vielen Frachtern sicherheitshalber mitgeführt
Seetörndie Stunden, Tage oder Wochen, die ein Schiff hintereinander in See gewesen ist
SeeverhaltenVerhalten des Schiffes in See
Seewurf1. Überbordwerfen
 2. Überbordspülen von Ladung in schwerer See
Segelanweisung1. Die im nautischen Handbuch gegebenen Empfehlungen zum Ansteuern einer Einfahrt oder Durchfahrt
 2. Bei der Marine: Anweisungen und Hinweise z. B. bei einem neuen Ausbildungsabschnitt
SegelhandschuhHilfswerkzeug zum Segelnähen
SegelkojeStauraum an Bord eines Schiffes für die Segel
SegelschnittZuschnitt des Segels
Segeltörn(auch nur: Törn) ist die Bezeichnung für eine Strecke, eine Regatta oder auch für eine Reise, die mit einem Segelboot zurückgelegt wird
selbstlenzende Plichteiner Segelyacht, deren Boden oberhalb der Schwimmwasserlinie liegt und aus der überkommendes Wasser von selbst wieder abläuft
Sextant(Spiegelsextant, auch Sixtant) ist ein optisches Messinstrument, mit dem man den Winkel zwischen den Blickrichtungen zu relativ weit entfernten Objekten bzw. zum Horizont bestimmen kann. Er wird hauptsächlich zur Höhenmessung von Gestirnen für die astronomische Navigation auf See verwendet, um mithilfe von Tabellen den jeweiligen Schiffsstandort zu ermitteln.
Shantyder Matrosengesang, der besonders beim Bedienen des Gangspilles gesungen wird
Shave and a HaircutHaarschneiden und Rasieren – In der Seeschifffahrt allgemeiner Ausdruck für Routineüberholungen, wenn kein wirklicher Schaden vorliegt
Shiptainerschiffseigenes Container-Umschlaggerät
Signalbuchdient zur Kommunikation auf See. Es definiert die Bedeutung von Buchstabenkürzeln für Sicherheits- und Navigationszwecke
SimmEinfassleine eines Fischnetzes
SkatschmannSchamfilzschutz aus Leder oder Holz an Pardunen oder Wanten
Sklavenküstedie Küste von Togo
Skiffim Rudersport der Einer
SkipperSchiffsführer einer Yacht
SkipjackKnickspantenboot mit mehrfach geknickten Spanten
Skorbut(manchmal auch als Möller-Barlow-Krankheit oder Möller-Barlow-Syndrom bezeichnet) ist eine Krankheit, die durch einen Mangel an Vitamin C (Ascorbinsäure) ausgelöst wird (Avitaminose)
SkylightVom Seemann oft verwendetes Wort für das Oberlicht
Slipanlageeine Rampe für das Wassern (Slippen) von Booten und Schiffen
Slipein Knoten mit Schlaufe zum schnellen Lösen
slippen(von niederdeutsch schlüpfen, gleiten, aus mittelniederdeutsch slippen = gleiten, schlüpfen oder fahren lassen; vgl. englisch to slip = schlüpfen, gleiten) ein kleines Boot mit Hilfe eines Slipwagens zu Wasser lassen
Slup(auch: Schlup, dänisch: slup, englisch: sloop, niederländisch: sloep) ist ein Segelboot mit einem Mast, einem Großsegel und einem Vorsegel
Smarten & Kleeden„Umkleiden“ (schützen) von Tauwerk oder Drahtseilen, siehe auch Takling
SmeerreepLeine am Achterliek zum Reffen des Großsegels einer Slup
Smoketime15-minütige Kaffeepause nach dem Frühstück und vor dem Mittagessen
Smut oder SmutjeSchiffskoch
snatchingLosreißen der Schlepptrosse
SolanoOstwind an der Ostküste Spaniens
SOLASInternational Convention for the Safety of Life at Sea (Internationales Übereinkommen zum Schutz des menschlichen Lebens auf See) ist eine UN-Konvention zur Schiffssicherheit
Sonarist eine Technik zur Echoortung (aktives Sonar) oder Lokalisation (passives Sonar) von Objekten mittels akustischer Signale; das Wort ist ein englisches Akronym von sound navigation and ranging, was so viel heißt wie Navigation und Distanzmessung durch Wasserschall. Mit Sonar lassen sich Objekte unter Wasser orten und vermessen. Dabei nutzt man die Tatsache, dass Schall sich unter Wasser viermal schneller als in der Luft ausbreitet
Sonnenbrenneran einem Mastarm angebrachter Tiefstrahler zur Decksbeleuchtung beim Laden und Löschen
Sonnenschussungewolltes Anluven eines Segelschiffes infolge zu starker Krängung. Eigentlich zeigt der Bug danach in Windrichtung, nicht in die Richtung der Sonne.
Sorgleine1. Leine („Seil“) zum Freihalten der Boje vom Bootskörper, fährt durch ein Auge der Klüverbaumnock;
 2. Leine, die mit einem Ende am Lifebelt (Sicherungsgurt für Segler) befestigt wird und mit dem anderen Ende mit einem Karabiner am Schiff eingehakt wird, um ein Überbordfallen oder einen Fall aus der Takelage zu verhindern (auch als Lifeline bezeichnet)
SOS1908 offiziell eingeführter Morse-Notruf. → siehe Morsecode#SOS
SpakeSpeiche des Steuerrades
SpannschraubeSchraube zum Steifsetzen des stehenden Gutes auch Vorrichtung zum Zusammenziehen von Drähten
Spanten„Rippen“ des Schiffes, zur Versteifung des Rumpfes
Speckrolleein historisches Arbeitsmittel zum Vervielfältigen von Stauplänen
Speigattauch Nüstergatt Vorrichtung bzw. Öffnung zum Ablaufenlassen von Wasser
SpeiserolleAufstellung zur Mindestverpflegung an Bord
SpicktakelTalje zum Halten eines Wales längsseits vom Schiff
SpickbottichHolz- oder Stahlfass für Fett, Walspeck und anderes
Spierewaagrechtes Rundholz, beispielsweise in der Takelage als Rahe, Gaffel, Baum, Bugspriet, Klüverbaum, Stenge etc.
Spill, AnkerspillWinde auf Segelschiffen zum Heben des Ankers. Eine Gangspill wird mit Muskelkraft betrieben. In die passenden Aussparungen des Spillkopfs wurden hölzerne Spillspaken eingesetzt, gegen diese gestemmt die Matrosen im Kreis liefen.
Spinnakerbauchig geschnittenes leichtes Vorsegel
Spinnenkopfeine Hartholzplatte mit vielen Löchern für die Sonnensegel
SpitfireSturmklüver
spleißenzwei Tauenden durch Verflechten zusammenfügen
Splisshorn(oder Spleißhorn) war ein als Gefäß zum Mitführen von Talg benutztes Kuhhorn. Das Splisshorn wurde am Gurt getragen und war neben Messer und dem Marlspieker, dessen Spitze vor dem Gebrauch mit Talg eingefettet wurde, das Handwerkszeug der Takler und Matrosen
Spragjunger Kabeljau
Sprayhoodaufgespanntes Halb-Verdeck von Yachten aus Tuch
Spreader(Spreizer) Container-Heberahmen
Sprietsegel(viereckiges) Segel eines Schiffes oder Bootes mit losem Unterliek, das durch eine Spiere, also ohne Baum, diagonal vom Schiffsmast abgespreizt wird
SpringVorspring: Festmacherleine, die am Bug nach achtern verläuft; Achterspring: Festmacherleine am Heck, die nach vorne läuft
Springfluthöher auflaufendes Gezeitenwasser als Folge von Voll- oder Neumond, Gegensatz ist die Nippflut
SpritflaggeBenzinflagge; rote Flagge mit weißer Scheibe
Sprungnegativer (konvex) oder positiver (konkav) Sprung bezeichnen die Linie der Rumpfform vom Vorsteven bis zum Heck
Sprungschichtsprunghafte Änderung von Salzgehalt, Temperatur und Dichte im Meerwasser 
Stabdeckein verwendeter Ausdruck im Yachtbau für aus Holz gefertigte Decksbeplankung
Staffkapitänauf großen Fahrgastschiffen ein abwechselnder Kapitän, der seinen Vorgesetzten einen Teil der gesellschaftlichen Pflichten abnimmt
StagStahlseil zur Befestigung des Mastes in Längsrichtung des Schiffes, siehe Stehendes Gut
Stagreitermit ihnen wird beim Setzen der Segel das Vorliek des Vorsegels auf das Vorstag gehakt, entfällt bei den heute verbreiteten Rollreffanlagen
stampfenBewegungen des Schiffs um die Querachse
Stampfstagein Stampfstag ist Teil der Takelage eines Segelschiffes. Es wird zum stehenden Gut gerechnet. Es ist zwischen dem Bugspriet bzw. dem Klüverbaum und dem Vorsteven des Bugs gespannt
Stampfstock(seltener: Delphingeißel) ein Bauteil eines Segelschiffs um die Verstagung des Klüverbaumes zu verbessern, siehe Takelage
Standlinieeine Linie oder Kurve auf der Erdoberfläche, auf der sich zufolge einer Messung der Standpunkt des Beobachters befinden muss
Stapellaufdas Zu-Wasser-Lassen eines neuen Schiffs in der Werft
Starcutein Spinnaker mit sternförmigem Schnitt der Segelbahnen
StauervizVormann der Schauerleute
stehender Windgleichmäßiger Wind
stehendes Gutder Teil des Tauwerks der Takelage eines Segelschiffes oder -bootes, das bei Manövern nicht bewegt wird, heute meist aus Stahlseilen
steifein Schiff ist steif, wenn es im Seegang auf Grund seiner zu niedrigen Schwerpunktlage nur wenig rollt (krängt) und diese Bewegungen nicht weich, sondern hart ablaufen. Hohe Beanspruchung für die Konstruktion. Gegenteil: rank
Steigblockerhöhter Kommandostand auf dem Achterdeck alter Segelschiffe
SteigerAnlegeponton auf dem Rhein
Stellage„Brett“, das an Seilen an die Außenwand des Schiffes gehängt wird, um Arbeiten zu verrichten (anstatt eines Gerüstes)
Stellingeine Laufplanke zwischen Schiff und Pier oder von Schiff zu Schiff
StengeTeil der Takelage oberhalb der Saling, Verlängerung des Mastes oberhalb der ersten Saling auf einem Segelboot oder Segelschiff
SteuerbordStB; englisch Starboard; S, rechte Seite des Schiffes, in Fahrtrichtung blickend
Steuerlichtam Schlepper als Steuerhilfe für das geschleppte Schiff
Steuerstockeine Glimmlampe vorne am Bug, als Führung und Steuerhilfe für den Rudergänger
Stewardder Kellner, Pantrymann, Aufwärter an Bord eines Schiffes
StopfbuchseDichtung der Propellerwelle
Stopfbuchsenschotthinteres Kollisionsschott
StoreVorratskammer/-raum
Strandgutan den Strand geschwemmte Schiffsladung
StrangSchleppdraht in der Binnenschifffahrt
Strangklemmedamit wird der Schleppdraht an Bord des Schleppers festgesetzt
Strangwindedarauf sind die Schleppdrähte aufgewickelt, bis zu 1500 m lang
Strecktauan Oberdeck von Großseglern gespannte Seile
Strichder 32. Teil eines Kompasskreises = 11,25°
Stromstrichder Teil eines Flusses oder der See, in dem die Strömung seine größte Geschwindigkeit hat
StromschifffahrtSchifffahrt unter Ausnutzung der Meeresströmungen
StromsegelnSegeln auf Flüssen unter Ausnutzung der Tideströmungen im Unterlauf der Flüsse bis zum Wehr, sowie im Oberlauf der Flüsse unter Ausnutzung der Buhnenströmungen
StroppSchlaufe in einem Tau; Kette, Kabel
Stubbenkammerin einer Höhle der Stubbenkammer auf der Insel Rügen soll Klaus Störtebeker unermessliche Schätze zusammengetragen haben
Stummelmastkurzer Mast ohne Stenge
Sucher1. Echolot; 2. Tiefenmesser; 3. Entfernungsmesser; 4. Sterntafel zum Auffinden der Sterne
stützenKommando, das Schiff auf einen geraden Kurs legen
Stützruder!Kommando, um dem Drehen des Schiffes bei einem Drehmanöver entgegenzuwirken
Südsteinunbelegter Überlieferung nach soll der mythische Chinesische Kaiser Huáng Dì 2634 v. Chr. in China den ersten Kompass verwendet haben, ein Stück Magneteisenstein, der auf einem Bambusbrettchen in einer Wasserschale geschwommen ist und sich dadurch in die Nord-Süd-Richtung eingependelt hat. In Europa ist diese Erkenntnis seit der griechischen Antike bekannt.
Suezscheinwerferfür Schiffe auf dem Sueskanal vorgeschriebene Suchscheinwerfer-Bauweise (Suez Canal searchlight)
Sundeine Durchfahrt zwischen dem Festland und einer Insel, z. B. Fehmarnsund
Süll (Süllrand)Erhöhte Abgrenzung zwischen Luke und Deck
SüßwassermatroseSpottname für den Binnenschiffer von Seiten der Seeschiffer
Sweater1. Wolljacke; 2. Leuteschinder
| Inhaltsverzeichnis A B C D E F G H I J K L M N O P Q R S T U V W X Y Z |

## T

Signalflagge – T

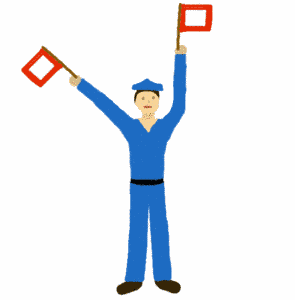
Winkeralphabet – T

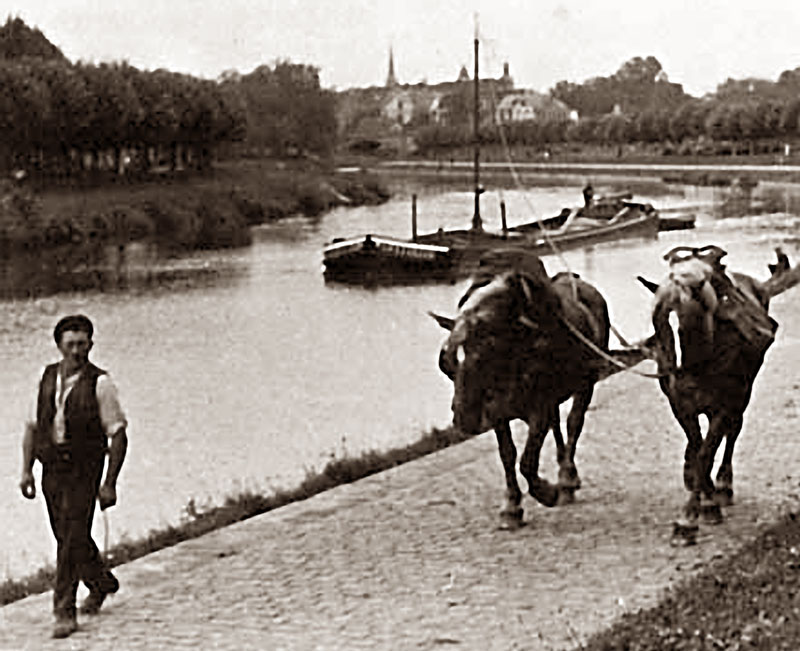
Treideln

Schlüsselwort: Tango [ˈtæŋgoʊ]
TablettjockeySpottname für den Steward
Taifuntropischer Wirbelsturm in Südostasien
TakelageGesamtheit von Mast(en), Segeln sowie stehendem und laufendem Gut (Tauwerk) eines Segelschiffes
Takelpäckchenbesonders kräftiger Arbeitsanzug
Takelung(sart)Unterscheidung der Segelschiffstypen nach ihrer Bestückung mit Segeln und Masten
Takelurehistorisches, handbetriebenes akustisches Signalgerät
TaklerHandwerker, der aus Blöcken und Tauwerk die Takelage fertigt
TaklingUmwicklung des Endes einer Leine mit Takelgarn, um ein Aufdrehen der Fasern, Litzen und Kardeele zu verhindern; siehe auch Smarten & Kleeden
talwärts laufeneinen Fluss hinuntertreiben, fahren oder geschleppt werden
TallymannLadungskontrolleur
Tallystäbchendie Chinesen geben für jedes Stück gelöschte Ladung ein Bambusstäbchen (s. auch: Zählnadel)
TaljeFlaschenzug
TampenAuch Tamp, Ende einer Leine, in der seemännischen Umgangssprache auch ein ca. 80 cm langes Ende, mit dem der Bootsmann die Männer zur Arbeit „anhielt“.
Tanggroße Meeresalge, Braunalge
TangodieselKofferradio
Tarpaulinenglische Bezeichnung für Persenning
Taucher1. umgangssprachlich U-Boot; 2. Mann mit Tauchgerät; 3. Taschendieb
TauchretterRettungsatmer im U-Boot
TauchtankTauchzelle im U-Boot
Tausendbeinhäufig aus Tauresten geflochtene, bürstenartige Knüpfarbeit an Stagen und Wanten zum Schutz der Segel und Taue
Tau, Tauwerkalle geflochtenen und geschlagenen Seile
Tay-AnkerSuchanker
Tellermützeflache Kopfbedeckung für Matrosen mit zwei hinten frei herabhängenden dunklen Bändern
TenderHilfs-, Verkehrs- und Versorgungsfahrzeug für ein Schiff oder einen Schiffsverband
Teufelsklaueein Doppelhaken
Tide(niederdeutsch tiet = Zeit) der durch die Gravitation des Mondes und der Sonne verursachte Zyklus von Ebbe und Flut auf den großen Gewässern der Erde
Tidegängerein in der See aufrecht schwimmendes, gefährliches Holzstück
Tiefe sechseinen Gegenstand über Bord werfen
TinerKasten oder reusenartige, beköderte Hummerfalle, wird an der Leine auf den Grund gelassen
TingeltangelVergnügungsgelegenheiten aller Art bei Landgang
Tischtucheine Wolke über dem Tafelberg (Kapstadt)
TochterkompassDer Kreiselkompass (Mutterkompass) ist möglichst geschützt unter Deck aufgestellt und überträgt seine Anzeige elektrisch auf beliebig viele Tochterkompasse (Steuer- oder Peilkompass) an verschiedenen Stellen im Schiff
Tom Cox’s traversedie unnützen Gänge eines Matrosen, um sich von der Arbeit zu drücken
Tonnagevon Tonne entstand zu einer Zeit, als Schiffe nach der Anzahl der „Tonnen“, der Fässer, die sie transportieren konnten, vermessen wurden. Verschiedene Hafenstädte benutzten dabei unterschiedliche Maße, sodass die Angabe des Referenzmaßes, z. B. der von Lübeck definierten „Lübschen Tonne“, notwendig war. Parallel wurden auch Tragfähigkeitsangaben in „Lasten“ verwendet
Tonneschwimmendes, an bestimmter Position fest verankertes Seezeichen, von Laien oft fälschlich als Boje bezeichnet (eine Boje ist ein im Grund verankerter Schwimmkörper zum Festmachen von Schiffen oder Booten)
ToonbankHamburger Bezeichnung für Theke, Schanktisch, auch als Verkaufstresen
Toppoberstes Ende (z. B. eines Mastes)
Topplicht, Topplaterneein Positionslicht im Masttopp
Toppnant1. Tau oder Draht, der vom Masttopp zur Nock einer Rah läuft;
 2. Leine zum Hochhalten des Spinnakerbaumes. Nicht zu verwechseln mit der Dirk, die Bäume hinter Masten (z. B. den Großbaum) hochhält.
Toppsegelwird bei Gaffelriggs noch über der Gaffel, zwischen ihr und dem Mast gesetzt
Toppsgasterfahrener Matrose, dessen Arbeitsplatz in der Takelage ist
Topp und Takelmeist als Ausdruck „vor Topp und Takel lenzen“ gebraucht: Ohne Segel vor dem Sturm dahintreiben.
Torfeuerpaarweise angeordnete gleiche Leuchtfeuer zu beiden Seiten eines Fahrwassers
Törneine Runde, Windung, Drehung; auch Segeltour (Segeltörn).
totsegelnwenn zwei Schiffe zusammen dicht am Wind segeln und eines läuft dem anderen voraus, so hat es das langsamere „totgesegelt“ und ihm gegebenenfalls den Wind aus den Segeln genommen, wenn es luvseitig des langsameren läuft
TragflächenbootHochgeschwindigkeitswasserfahrzeug, das bei steigender Geschwindigkeit mittels unter Wasser liegender Tragflügel während der Fahrt angehoben wird.
Trackviel befahrener Seeweg oder auch der konkrete Weg eines einzelnen Schiffs.
Trampschiffsiehe Trampschifffahrt
Trampsen(trampeln, mit kräftigem Auftreten) für den Wachhabenden Offizier vom Dienst (OvD) ein Zeichen, dass seine Posten des Nachts nicht eingeschlafen sind.
TrapezKonstruktion, die auf Jollen einem Segler dazu dient, sein Gewicht über den Bootsrand hinaus zu verlagern, um das Boot besser auszubalancieren.
TrapezhoseAusrüstungsteil, das für die Benutzung eines Trapezes benötigt wird: grob ähnlich einer kurzen Latzhose mit einem Haken über dem Bauch, in den der Trapezdraht eingehängt werden kann. An diesem kann der Segler sich dann außenbords hängen, um das Boot auszubalancieren
TravellerLaufschlitten auf Segelbooten, mit dem der decksseitige Angriffspunkt der Großschot nach Lee oder Luv verfahren werden kann
Trawldas Grundschleppnetz 
Treidelndas Schleppen eines Schiffes vom Ufer aus, nur möglich an Kanälen und Flussläufen
trimmen1. Optimieren der Gewichtsverteilung, um eine ideale Schwimmlage zu erreichen, durch zweckmäßige Verteilung von Ladung, Ballast oder Crew.
 2. Optimieren der Segelstellung.
 3. allgemein für: in Ordnung bringen
Trinityhaus(von englisch Trinity House) englische Körperschaft zur Unterhaltung und Bemannung von Leuchttürmen, Feuerschiffen usw.
TrippleineLeine zum Überwachen der Ankerposition und ggf. zum Loslösen des Ankers. Sie ist an einem Ende mit einer Boje an der Wasseroberfläche und mit dem anderen Ende am unteren Ende des Ankerschaftes befestigt
Trosseschwere Leine zum Festmachen oder Schleppen
Troyergestrickte Wolljacke, Sweater oder Unterhemd aus Wolle
Trunkdeckerhöhtes Deck über den Ladetanks eines Binnentankers. Auf ihm sind die Rohrleitungen, Tankdome und Schieber angebracht
Tsunami(jap. 津波, Hafenwelle; aus 津 tsu, Hafen, und 波 nami, Welle) ist eine sich schnell fortbewegende Meereswoge, die überwiegend durch Erdbeben auf dem Meeresgrund (oft auch als „Seebeben“ bezeichnet) ausgelöst wird
TuckenTechnik der Schleppnetzfischerei, zwei Schiffe (Tuckerkähne oder Polten) schleppen ein Grundschleppnetz unter Segel mehrere Stunden über Grund.
TurmAufbau bei einem U-Boot, der häufig auch die Kommandozentrale mit einschließt
tutta forzaital. Volle Kraft voraus, im Sprachgebrauch: „Nun aber tutta forza“
TwistPutzwolle
| Inhaltsverzeichnis A B C D E F G H I J K L M N O P Q R S T U V W X Y Z |

## U

Signalflagge – U

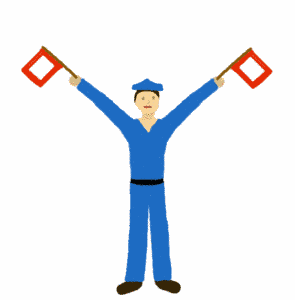
Winkeralphabet – U

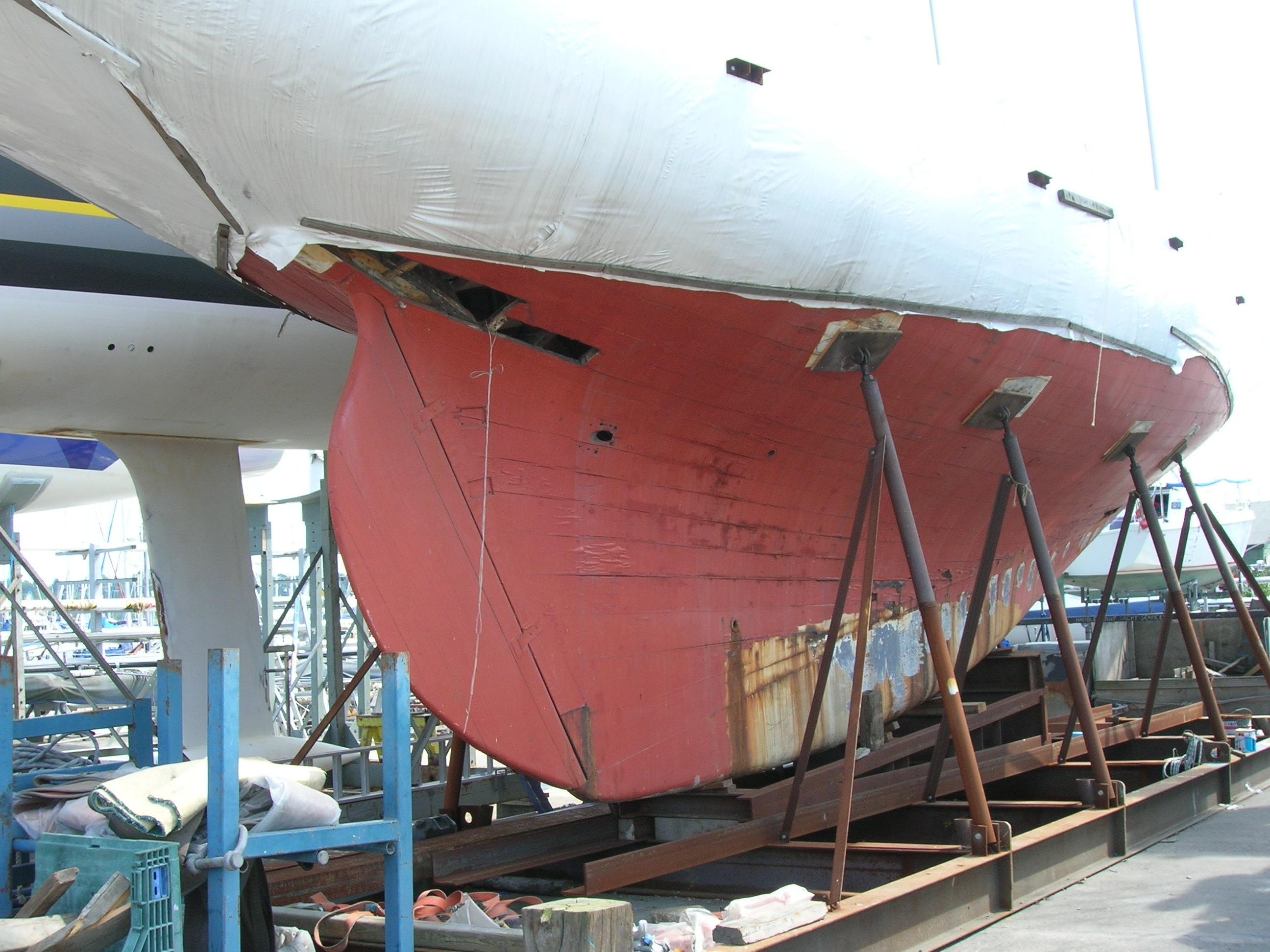
Unterwasserschiff bei einer älteren Segelyacht

Schlüsselwort: Uniform [ˈjuːnɪfɔːɹm]
über Stag gehendas Wenden eines Segelschiffes (mit dem Bug durch den Wind gehen)
Überläufer1. gebogene Stahlbügel auf dem Achterschiff von Schleppern, die quer zum Schiff verlaufen und das Verheddern der Schleppdrähte an den Aufbauten verhindern.
 2. sich bekneifende Wicklungen auf einer Winsch, die nicht mehr ohne weiteres zu lösen sind.
überlegendas Legen des Ruders von der einen Seite auf die andere Seite.
Übersee-Transport-Begleiterehemals scherzhaft-abwertende Bezeichnung für das fahrende Personal der Handelsschifffahrt.
überstautdie Ladung, die zuerst von Bord soll, ist durch eine andere überdeckt
ÜbertageBezeichnung für Heringe, die 24 Stunden nach dem Fang im Fischladeraum bleiben; sie haben nur den halben Wert
übertakeltzu viel Segelfläche bei einem Segelschiff. Kann absolut gemeint sein, wenn das Schiff eine im Verhältnis zur Verdrängung große Segelfläche hat, oder relativ, wenn die Segelfläche für die aktuellen Windverhältnisse zu groß sind. Eine Übertakelung kann einen Geschwindigkeitsvorteil bringen, erhöht aber gleichzeitig die Belastung des Materials und das Kenterrisiko.
Überwasserschiffder Teil des Schiffsrumpfes, der oberhalb der Konstruktionswasserlinie liegt.
UHLUltra Heavy Lift Hebesystem in der Werftindustrie für schwere und überschwere Lasten z. B. Schiffssektionen.
ULCCUltra Large Crude Carrier, Öltanker mit mehr als 320.000 – 549.000 Tonnen Tragfähigkeit.
UmiakTransportboot der Eskimos, oft von Frauen gefahren.
Unfallbootdas an Bord von Fahrgastschiffen ausgeschwungen gefahren werden muss.
Ungf.ungefähr, auf Seekarten.
unklaralles, was nicht einsatzfähig, nicht in Ordnung und nicht gebrauchsfertig ist, besonders herumliegende Taue.
Uniformlat. unus forma – einheitliche Gestalt, einheitliche Dienstkleidung.
unter Landdas Wasserfahrzeug nahe an der Küste bewegen. Der Ausdruck wird besonders gebraucht, wenn dadurch Schutz vor ablandigem Wind und entsprechender Wellenbildung erreicht wird.
Unterfeuerbei Richtfeuern das untere, näher zum Fahrwasser stehende Feuer, das zusammen mit dem Oberfeuer in eine senkrechte Peilung gebracht, eine Fahrrinne markiert.
Unterholungwenn ein vor Anker liegendes Schiff durch eine Unterwasserströmung schräg zur Kettenrichtung gelegt wird.
Unterscheidungssignal(englisch callsign) besteht aus einer Folge von Buchstaben und Zahlen. Diese sind meist schneller und eindeutiger im Funkverkehr zu übertragen als lange Schiffsnamen.
Unterwasserschiffder Teil des Schiffsrumpfes, der unterhalb der Konstruktionswasserlinie liegt.
„Ursula“englische Schlechtwetterkleidung.
| Inhaltsverzeichnis A B C D E F G H I J K L M N O P Q R S T U V W X Y Z |

## V

Signalflagge – V

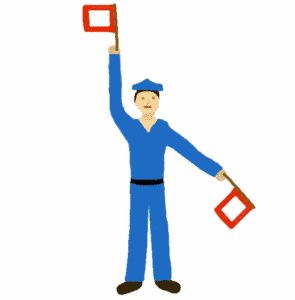
Winkeralphabet – V

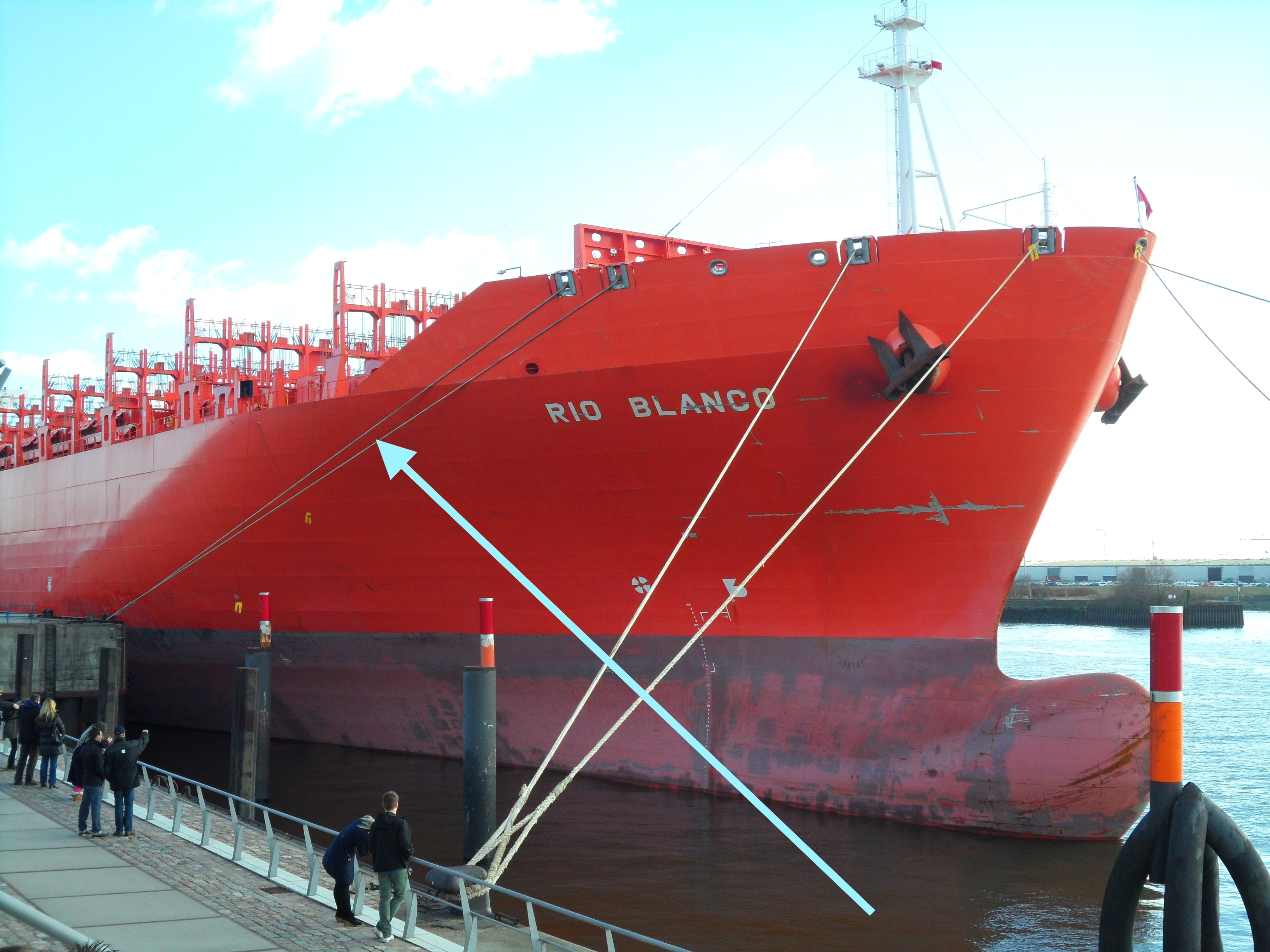
Vorspring (mit Pfeil markiert) und Vorleinen der Rio Blanco

Schlüsselwort: Victor [ˈvɪktə˞]
ValemanMatrose, der beim Heringsschlachten mit einem Schöpfnetz aus der Heringskrippe herausschöpft und verteilt und damit das Arbeitstempo angibt
Vamarie-TakelungSpreizgaffeltakelung
VCM-TankerVinylchlorid-monomer-Tanker
VerblockenVerkeilen von Ladung
Verbrüderungsschäkelein Schäkel in U-Form mit ovalem Bolzen, der Ankerkette und Anker verbindet
Verdrängungdie von Massen verdrängte Flüssigkeit; siehe Archimedisches Prinzip bzw. Verdrängung
VerdrängungstonnageDeplacement, Deplacementtonnage, ist eine Fehlbezeichnung und wird für Kriegsschiffe gebraucht, die nicht vermessen sind, sondern bei denen die Hafen-, Kanal- und ähnliche Gebühren nach der Verdrängung berechnet werden
verfangenbedeutet so viel wie jmdn. ablösen
verholen, Verholungein Schiff auf einen anderen Liegeplatz oder Ankerplatz fahren
verkattendas Ausbringen von zwei Ankern hintereinander
Verklickerein kleines Band oder Fähnchen, das üblicherweise gut sichtbar am stehenden Gut eines Segelbootes befestigt wird, um die Windrichtung anzuzeigen (umgangssprachlich: jemandem etwas „verklickern“ = jemanden ins Bild setzen)
verrollenverprügeln
Verschanzungder feste Teil der Reling
vertäuendas Festmachen eines Schiffes durch Leinen an Land, an Poller usw.
vertörntLeinen oder Ketten, die unklar sind
verwarpendas Verholen eines Bootes an einen anderen Ort mittels der Ankerleine
Very-Signalsystemnach dem Morsecode-Prinzip mit roten und grünen Leuchtkugeln: rot=Punkt, grün=Strich; nicht mehr in Gebrauch
VDRVerband Deutscher Reeder
VLOOCVery Large Ore Oil Carrier; sehr großer Erz-Ölfahrer, -frachter, kombiniertes Frachtschiff mit einer Schwerguttragfähigkeit von 150000 Tonnen bis 300000 Tonnen und darüber
VogelnavigationIrgendwann kamen Seeleute das erste Mal auf den Gedanken, Vögel mit an Bord zu nehmen, die sich beim Auffliegen in Richtung Land bewegen. Eines der bekanntesten Beispiele, Noahs Prüfung auf Sinken der Sintflut
VolksoffizierSchiffsoffizier, der aus dem Mannschaftsstand hervorgegangen ist
voll und beiKurs am Wind, bei dem das Verhältnis aus gelaufener Höhe und Geschwindigkeit optimal ist, d. h. am meisten Weg nach Luv gemacht wird
voll haltendas Schiff so steuern, dass die Segel gut voll stehen
VollfrosterHeckfänger
vor ihrem Herrn herlaufende Hundevor einem Orkan herlaufende Dünung
Vorleine (Bugleine)Ein Schiff benötigt pro Seite vier Festmacherleinen, zwei seitlich vorne und zwei seitlich am Heck. Liegt das Schiff längs des Kais, so zeigt die betreffende seitliche Vorleine vom Bug aus schräg nach vorn zum Kai
vorlichAlles, was von vorne kommt (vorliche See, vorlicher Wind):
vorlicher als querabbezeichnet den vorderen Bereich des Schiffes zwischen 60° und 90° an Steuerbord bzw. 270° und 300° an Backbord
Vorliekdie Vorderkante eines Segels, das kein Rahsegel ist
VorspringDiejenige der beiden vorderen Festmacherleinen, die vom Bug aus schräg nach hinten zum Kai zeigt
VorreiberRiegel
VorstevenDer Vorsteven ist der vordere Teil des Schiffsgerüsts, an dem die Bugwände zusammenlaufen.
VotivschiffSchiffsmodelle in Kirchen, als Weihgabe oder Geschenk
Voyage Data Recordersammelt Daten anhand von Sensoren an Bord von Schiffen
| Inhaltsverzeichnis A B C D E F G H I J K L M N O P Q R S T U V W X Y Z |

## W

Signalflagge – W

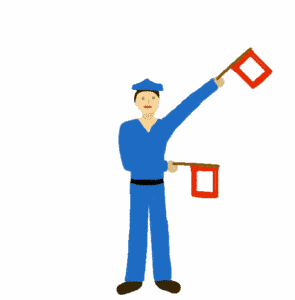
Winkeralphabet – W

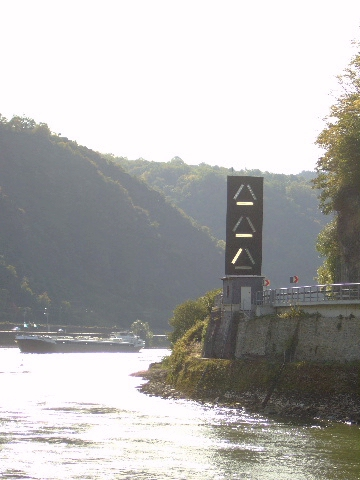
Wahrschau am Mittelrhein

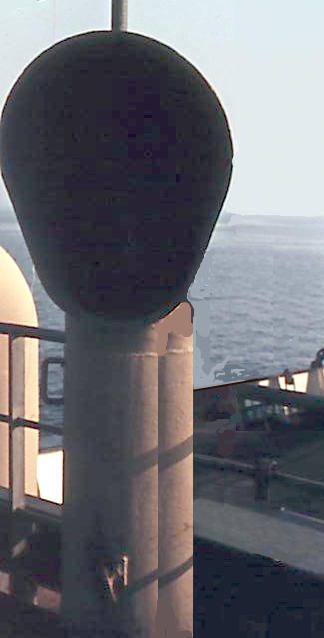
Windhutze Frachtschiff 1957

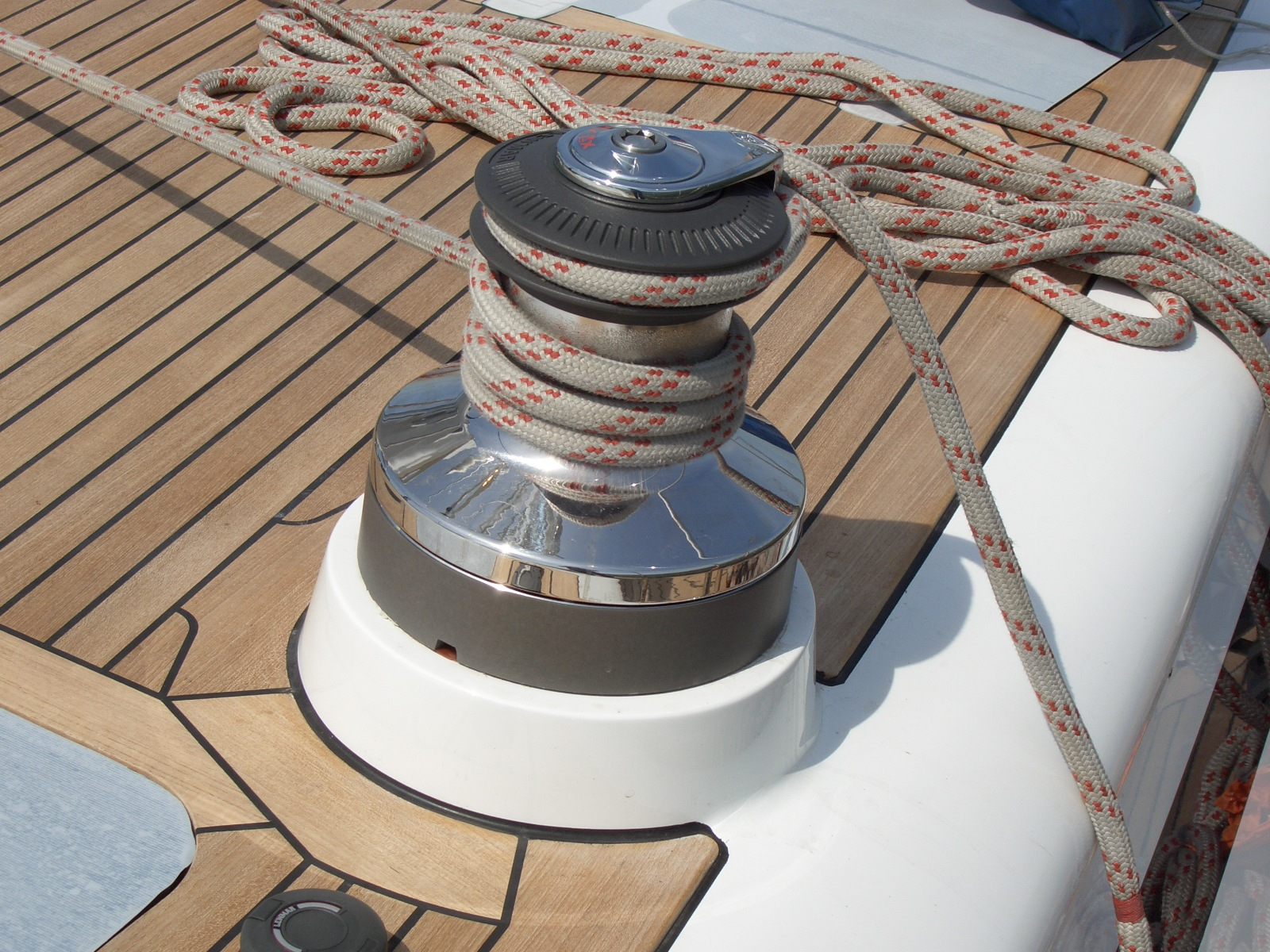
Winsch

Schlüsselwort: Whiskey [ˈwɪski]
Waageeine Dreiecksplatte am Yachtvorstevenkopf für Fockfall, Vorstag und Vorliek
WabosAbk. für Wasserbomben
Wahrschau1. Warnruf: „Achtung!“, „Vorsicht!“ (aus dem Niederdeutschen: Warnung, aus mittelniederdeutsch warschuwinge = Warnung, vgl. niederländisch waarschuwen = warnen). Davon abgeleitet wahrschauen: warnen, instruieren, benachrichtigen
 2. Ortsfeste Warneinrichtung, z. B. eine Boje an einem Wrack; besonders bei der Binnenschifffahrt: Warneinrichtung in Form einer Lichtsignalstelle, früher auch mit Flaggensignalen
Wakeeine offene, nicht zugefrorene Stelle in der Eisdecke; allgemein auch das von Wirbeln durchsetzte Kielwasser eines Schiffes
wake-homerTorpedo, der das Ziel durch Verfolgung des Kielwassers findet
WalkeePidgin-Englisch für Dampfer, Schraubendampfer
Walkingdie eigenartige Erschütterung bei Grundberührung
Walloperamer. Slang: Gelegenheitsarbeiter in Docks auf Werften, Hafenbummler
WallschieneScheuerleiste, die kräftige Ausführung
WalrückendeckRunddeck
Wanderratteauch Kairatte, Hafendieb
WantenTaue zum seitlichen Abspannen der Masten, siehe stehendes Gut
War noseGefechtskopf eines Torpedos
Warpsiehe Warpanker
WarpankerWurfanker, Stromanker, Schleppanker
WarrlümmelHolzknüppel zum Durchrühren von Hering und Salz
WaschbordAuf den Schiffsrand gesetzte Planke zur Erhöhung des Freibords, zwischen den Bodenwrangen
WaschwasserSeeschlagwasser
Wasser machenMit Wasser volllaufen, etwa wegen eines Lecks
WasserbombeSprengladung mit einstellbarem Druckzünder, die in der voreingestellten Wassertiefe explodiert
Wasserbomben-RacksHalterung für das seefeste Lagern von Wasserbomben
WasserholSlang-Ausdruck, wenn beim Netzfischen keine Fische im Netz sind
WasserkabriolettMotorboot mit Klappverdeck
WasserlimousineMotorboot mit geschlossenem Dach
Wasserlinieist die Linie, die sich aus dem Schnitt der Wasseroberfläche mit der Bordwand eines schwimmenden Schiffes ergibt
Wasserschout, auch Musterschreiber oder Enrollierungsbeamterheute der Seemannsamt-Beamte
WasserstraßeSeeweg, Fahrrinne durch Eis etc.
Waterbailiffenglisch hist.: Hafenzollbeamter
WattFlächen in der Gezeitenzone der Küsten, die bei Niedrigwasser trockenfallen
Webeleinenkurze, quer verlaufende, mit den Wanten verknotete Taustücke, dienen als Leiter zum Aufentern
Webeleinenstek (Mastwurf)einfach zu bindender Seemannsknoten zum Anstecken einer Leine an eine dickere Leine, ein Rohr o. Ä.
Wechselfeuerein Festfeuer, das abwechselnd Lichtzeichen von verschiedener Farbe zeigt
Wegerungdie innere Verkleidung des Schiffes, dient hauptsächlich der Isolierung
Weiberknotender falsche Kreuz- oder Reffknoten, auch Hausfrauenknoten; er ist die Visitenkarte des unbefahrenen Mannes
Weiße Bögefährlicher unerwarteter orkanartiger Fallwind, einhergehend mit Sturzregen, Nebel oder Schnee sowie weißen Schaumkronen, der sich nicht durch Wolken ankündigt.
Weiße WandRiesenwelle mit Schaumkrone
Weißer Hundist eine hohe Welle, die bei rauer See über ein Schiff hinweggeht
WellenanlageGesamtheit der Einrichtung zur Übertragung der Drehbewegung der Antriebsmaschine auf den Propeller
Wellenberuhigungsölwurde in der Schifffahrt eingesetzt, um den Wellengang auf hoher See zu verringern, z. B. in der Seenotrettung
Wellenbindersiehe Verdränger und Gleiter
WellengeneratorEin an der Propellerwelle angebrachter Stromgenerator auf Segelyachten, der dazu dient, die Energie des durch die Strömung während der Fahrt unter Segeln mitdrehenden Propellers in elektrische Energie umzusetzen. Bei See- und Binnenschiffen sehr oft eingebaut, damit der Hilfsdiesel während der Fahrt nicht betrieben werden muss.
WellentunnelGang zwischen Antriebsmaschine und Propeller
Wendeanzeigernautisches Gerät, das die Drehrichtung und gegebenenfalls auch die Drehgeschwindigkeit des Schiffes nach Betätigung der Ruderanlage anzeigt
wendenFahrtrichtung gegen den Wind ändern (mit Segelumschlag)
WetterprophetSpottname für den Meteorologen, Rheumakranker Seemann
WettpullenBootrennen
Wielingein umlaufendes Stück Tau oder Gewebe als Scheuerleiste oder Fender (speziell Tauwieling)
Willy-Willykleiner, heftiger Zyklon an der Westküste Australiens
Winddreieckeine navigatorische Rechnung in der Luft- und Schifffahrt bezüglich der Kräfte von Winden mit Hilfe des Sinussatzes
Windhutzeim Schiffbau der Begriff für den drehbaren Kopfteil eines Drucklüfters
WindjammerGroßsegler
Winkeralphabet(Semaphore) dient zur optischen Nachrichtenübermittlung zwischen Schiffen
WinschIm Englischen ist eine Winch eine Seilwinde.  Auf Segelbooten ist das eine nur in eine Richtung drehbare Trommel, um die eine Leine gelegt werden kann. Im Innern der Trommel befindet sich ein Getriebe, mit dem die Trommel gedreht werden kann. Der Antrieb erfolgt durch einen Motor oder eine auf der Oberseite der Trommel eingesetzte Handkurbel.
WippeTakel zum Heben von Lasten
Wippsteertniederdeutsch für Bachstelze, ständig unruhiger Seemann
Witwenmännernur dem Namen nach an Bord geführte Seeleute, deren Heuer für Seemannswitwen bestimmt war
Wo aus!Frage an den Ausguck, in welcher Richtung ein Segel, Feuer oder Objekt sich befindet
wriggenein Boot mit nur einem Riemen über das Heck vorwärts bringen
Wuling oder WuhlingAusdruck für Gedränge, Durcheinander (schlecht aufgeschossenes Tauwerk); Wuhlingtaue dienten früher als Tauumwicklungen des Mastes zu dessen Stabilisierung
| Inhaltsverzeichnis A B C D E F G H I J K L M N O P Q R S T U V W X Y Z |

## X

Signalflagge – X

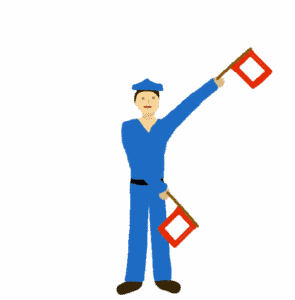
Winkeralphabet – X

Schlüsselwort: X-ray [ˈɛksreɪ]
X-band(Funk) Frequenzband von 5200 bis 11000 MHz
X-craftKleinst-U-Boot
X-Mastüberkreuz gestellte Masten, an denen das Segel gefahren wird
X-turretzweiter (überhöhter) Geschützturm von achtern
XebecSchebeke, kleiner Dreimaster mit zwei Lateinsegeln und einem Besan
Xmitter(Funk) Sender
XY-RecorderKoordinatenschreiber
XY-SteuerungSteuerung mittels Rollkugel oder Steuerknüppel
XylamonImprägnierungsmittel für Holz gegen Fäulnis und Wurmfraß
XylolithSteinholz, oft verwendet für Abdichtung, z. B. Stopfbuchse, Welle
| Inhaltsverzeichnis A B C D E F G H I J K L M N O P Q R S T U V W X Y Z |

## Y

Signalflagge – Y

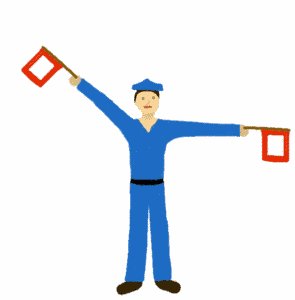
Winkeralphabet – Y

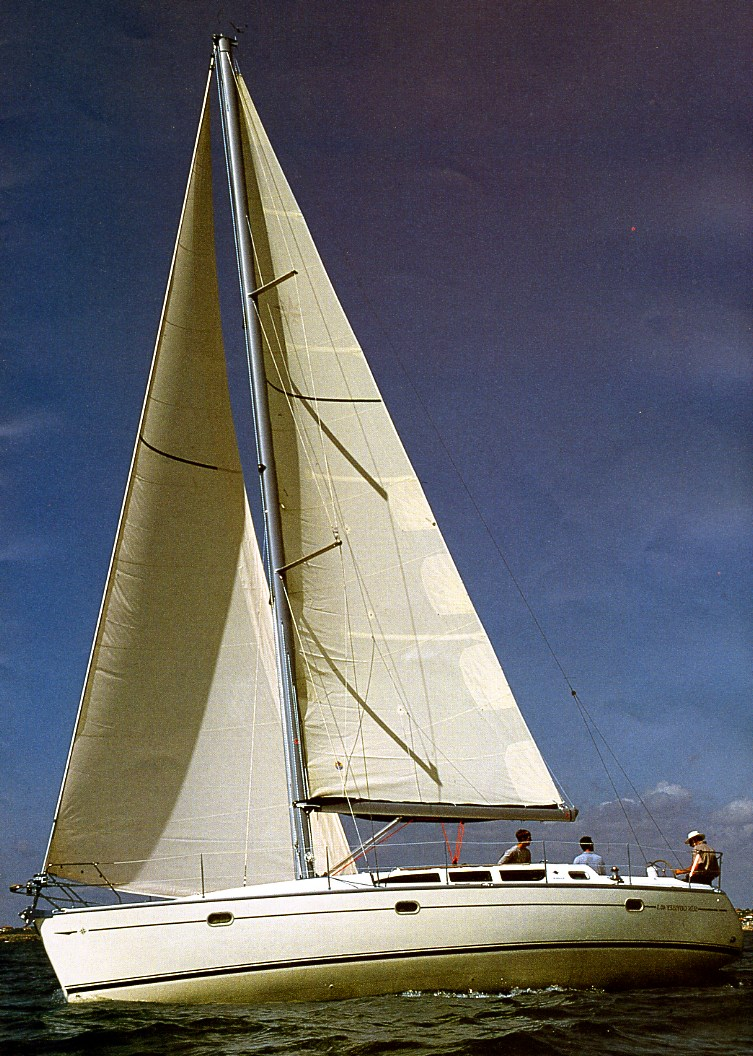
Segelyacht

Schlüsselwort: Yankee [ˈjæŋki]
Yachtoder Jacht (aus gleichbed. niederl. jacht, dies verkürzt aus niederl. jageschip „schnelles Schiff“), ein Wasserfahrzeug für Freizeitzwecke mit einer Kajüte. Es gibt sowohl Motoryachten als auch Segelyachten.
YachtdesignYachtentwurf, Yachtzeichnung
Yachthafenein Hafen, dessen Anlegestellen, Liegeplätze und Einrichtungen auf die Bedürfnisse der Freizeitschifffahrt (Segelyachten und Motoryachten) ausgerichtet sind.
YachtieSlang; abfälliger Ausdruck für einen überheblichen oder unerfahrenen Yachteigner
YankeeKlüvertoppsegel
Yard-arm blinkerSignallampe auf der Rahnock
Yard tackleLadetalje des über Bord stehenden Ladebaumes bei Arbeiten mit gekoppelten Bäumen
Yardstick(aus dem Englischen abgeleitet von Elle) ist ein auf den Engländer Zillwood Milledge zurückgehendes Berechnungssystem für Segelregatten, das es erlaubt, Jollen oder Yachten unterschiedlicher Bauform in einer Regatta gegeneinander antreten zu lassen
YarnTakelgarn, Seemannsgarn
YawljiggerTreiber, Toppsegel
Yellowmetalleine messingartige Kupferlegierung, wird im Yachtbau vielfach für Bolzen, Nägel usw. verwendet
YeomanBootsruderer der englischen königlichen Staatsbarke auf der Themse, hier eigentlich „Wachsoldat im London Tower“
Yhleabgelaichter Hering
„Yo-heave-ho!“, „Yo-ho!“Hauruck
York-Antwerpener RegelnRegeln für die Schadensverteilung im Fall einer großen Havarie.
YoungsterSeekadett, frisch von der Militärakademie an Bord
| Inhaltsverzeichnis A B C D E F G H I J K L M N O P Q R S T U V W X Y Z |

## Z

Signalflagge – Z

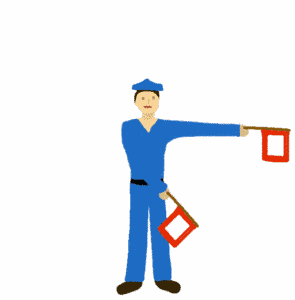
Winkeralphabet – Z

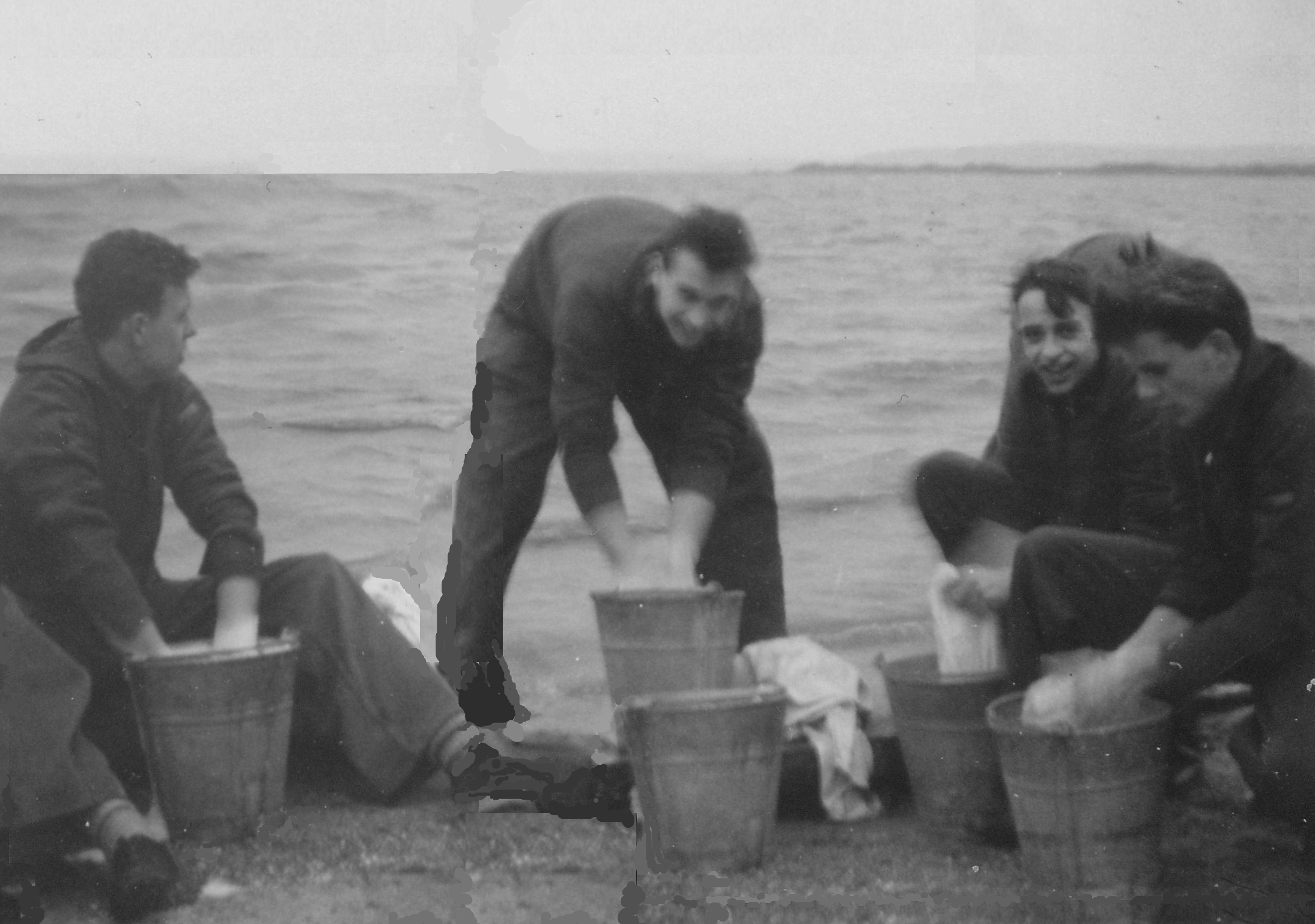
Zeugwäsche auf der Seemannsschule Travemünde-Priwall – 1955

Schlüsselwort: Zulu [ˈzuːluː]
Zampelbüdelauch Zampel, ein aus Segelleinen oder anderem grobem Stoff hergestellter Sack als Gepäckstück
ZeeseBezeichnung für ein Schleppnetz in der Ostsee
Zeiser, Zeising(v. niederd. seisen‚ zwei Taue miteinander verbinden‘) eine kurze Leine, die zum Zusammenbinden oder Sichern von Segeln oder anderen Ausrüstungsteilen genutzt wird
Zeitballweit sichtbare Kugel, meist auf einem hohen Turm angebracht, wurde zu einer bestimmten Zeit ausgelöst (fallen gelassen), um den Schiffen das genaue Einstellen der Chronometer auf Sicht zu erlauben
ZenitPunkt senkrecht über dem Beobachter, Scheitelpunkt des Himmels; ihm entgegengesetzt liegt der Fußpunkt oder Nadir
Zentrierkettewird beim Eindocken von Schiffen gebraucht
Zeug1. Ausdruck für die Kleidung der Seeleute
 2. Ausdruck für Takelage
Zeugwäsche machenWaschen der eigenen Bekleidung und anderer persönlicher Wäsche durch den Besitzer
Zielfahrtdirekte Ansteuerung von Feuerschiffen, Funkstellen oder Schiffen in Seenot
ZillenschlachterAbwracker in der Binnenschifffahrt
ZinkschutzOpferanoden aus Zink als Schutz vor Korrosion
ZollstanderDritter Hilfsstander, dreieckige Flagge, die von oben nach unten weiß-schwarz-weiß gestreift ist. Bedeutung: Ich habe Zollwaren an Bord.
Zugleich!Kommando (zuuu-gleích, wie Haurúck betont), wenn alle Mann gleichzeitig an einem Ende ziehen sollen
Zurrbrookdient zum Festhalten eines am Davit (Kran an der Reling von größeren Schiffen) hängenden Bootes
zurrenfestbinden
Zurringzur Verschnürung, beim Zurren, verwendetes spezielles Tau
zutörnen1. Überstunden machen
 2. Ruf des Bootsmanns Tööörn tou, ruft die Decksgang morgens oder nach Arbeitspausen zur Arbeit
ZwischendeckDecks in den Luken von Mehrzweckfrachtern, die eine optimale Verteilung der Ladung ermöglichen; heute z. T. auch als höhenvariable Decks konstruiert (Autodecks)
ZwischenspantenBauteile, die zwecks einer örtlichen Verstärkung zwischen den regulären Spanten eingebaut werden
ZwölfhauerRuderboot, bei dem zwölf Mann am Bord an den Riemen sitzen
ZylinderWC